# Đảo Ireland
Ireland (phiên âm: "Ai-len", tiếng Anh: /ˈaɪərlənd/ ⓘ; tiếng Ireland: Éire [ˈeːɾʲə] ⓘ; Ulster-Scots: Airlann [ˈɑːrlən]) là một hòn đảo tại Bắc Đại Tây Dương. Đảo này tách biệt với Đảo Anh ở phía đông qua Eo biển Bắc, Biển Ireland và Eo biển St George. Ireland là đảo lớn thứ nhì trong Quần đảo Anh, lớn thứ ba tại châu Âu và lớn thứ 20 trên thế giới.
Về mặt chính trị, Đảo Ireland được chia tách thành Cộng hoà Ireland (được đặt tên chính thức là Ireland) chiếm 5/6 diện tích đảo, và Bắc Ireland, thuộc Vương quốc Liên hiệp Anh và Bắc Ireland. Năm 2011, dân số Ireland đạt khoảng 6,4 triệu, là đảo đông dân thứ nhì tại châu Âu sau Đảo Anh. Trong đó, có gần 4,6 triệu người sống tại Cộng hòa Ireland và hơn 1,8 triệu người sống tại Bắc Ireland.
Về mặt khu vực địa lý, đảo có các dãy núi tương đối thấp bao quanh một đồng bằng trung tâm, với một số dòng sông mà tàu thuyền có thể đi được kéo dài vào nội địa. Đảo có thảm thực vật tươi tốt do có khí hậu ôn hòa nhưng dễ thay đổi, không chịu sự khắc nghiệt của nhiệt độ. Rừng rậm từng bao phủ đảo cho đến thời kỳ Trung Cổ. Đến năm 2013, 11% diện tích đảo có rừng bao phủ, trong khi mức trung bình của châu Âu là 33%, và hầu hết là các đồn điền trồng cây lá kim không có nguồn gốc bản địa. Có hai mươi sáu loài động vật có vú sống trên cạn có nguồn gốc bản địa Ireland. Khí hậu Ireland chịu ảnh hưởng của Đại Tây Dương và do đó rất ôn hoà, và mùa đông ôn hòa hơn so với một khu vực phía bắc như vậy, mặc dù mùa hè khí hậu mát hơn so với lục địa châu Âu. Lượng mưa và mây che phủ rất nhiều.
Bằng chứng sớm nhất về việc con người hiện diện tại Ireland có niên đại từ 10.500 TCN. Trật tự Ireland Gael xuất hiện từ thế kỷ I. Cư dân đảo cải đạo sang Cơ Đốc giáo từ thế kỷ V trở đi. Sau khi người Norman xâm chiếm đảo vào thế kỷ XII, Anh yêu sách chủ quyền đối với Ireland. Tuy nhiên, quyền cai trị của Anh không bành trướng được đến toàn đảo cho đến cuộc chinh phục dưới thời Triều đại Tudor trong thế kỷ XVI-XVII, cuộc chinh phục này kéo theo những người di cư đến từ Đảo Anh. Trong thập niên 1690, một hệ thống cai trị theo dòng Tin Lành của người Anh được định ra nhằm gây bất lợi cho tín hứu Công giáo La Mã chiếm đa số cùng với những người biệt giáo với Tin Lành, và hệ thống được mở rộng trong thế kỷ XVIII. Theo Đạo luật Liên hiệp năm 1801, Ireland trở thành một bộ phận của Vương quốc Liên hiệp Anh và Ireland. Một cuộc chiến tranh giành độc lập vào đầu thế kỷ XX diễn ra được kế tiếp bằng sự phân chia hòn đảo, thành lập Nhà nước Tự do Ireland, thực thể dần tăng cường chủ quyền trong các thập niên tiếp theo, và Bắc Ireland, vốn duy trì là bộ phận của Vương quốc Anh. Bắc Ireland đã chứng kiến nhiều bất ổn dân sự từ cuối những năm 1960 cho đến những năm 1990. Tình hình dần lắng xuống sau một hiệp định chính trị vào năm 1998. Năm 1973, Cộng hòa Ireland và Vương quốc Anh, bao gồm Bắc Ireland, gia nhập Cộng đồng Kinh tế châu Âu.
Văn hoá Ireland có ảnh hưởng đáng kể đến các nền văn hoá khác, đặc biệt là trong lĩnh vực văn học. Cùng với văn hóa phương Tây chủ lưu, văn hoá bản địa mạnh mẽ vẫn hiện diện trên đảo, được thể hiện thông qua các trò chơi Gael, âm nhạc Ireland, và ngôn ngữ Ireland. Văn hoá trên đảo cũng chia sẻ nhiều đặc điểm với văn hoá Anh, trong đó có ngôn ngữ Anh và các môn thể thao như bóng đá, rugby, đua ngựa và golf.

## Danh xưng
Tên gọi Ireland bắt nguồn từ tiếng Ireland cổ Eriu. Từ này lại có nguồn gốc từ tiếng Celt nguyên thủy *Iveriu (tương đương với Iwerddon trong tiếng Wales), nó cũng là nguồn gốc của từ Hibernia trong tiếng La Tinh. Iveriu bắt nguồn từ một gốc từ nghĩa là "béo, thịnh vượng."

## Lịch sử

### Thời tiền sử
Hầu hết đảo Ireland bị băng bao phủ trong hầu hết thời gian thuộc thời kỳ băng hà cuối cùng, kéo dài cho đến khoảng 9.000 năm trước. Mực nước biển thấp và Ireland cùng với đảo Anh là bộ phận của châu Âu lục địa. Đến năm 12.000 TCN, mực nước biển dâng lên do băng tan khiến Ireland tách khỏi đảo Anh. Đến khoảng năm 5.600 TCN thì đảo Anh cũng tách khỏi châu Âu lục địa. Bằng chứng sớm nhất về việc con người hiện diện tại Ireland có niên đại từ 10.500 TCN. Cho đến gần đây, bằng chứng sớm nhất về loài người tại Ireland cho đến nay là về người thuộc thời kỳ đồ đá giữa, họ đến bằng thuyền từ đảo Anh vào từ năm 8.000 TCN đến năm 7.000 TCN.
Từ khoảng năm 4.500 TCN, những người định cư thuộc thời kỳ đồ đá mới đến đảo và mang theo các giống cây lương thực có hạt, một văn hóa ngựa (tương tự như tại Scotland cùng thời kỳ) và các tượng đá. Một nền nông nghiệp tiến bộ hơn phát triển tại Céide Fields, được bảo tồn bên dưới lớp than bùn. Một hệ thống cánh đồng rộng lớn, được cho là cổ nhất trên thế giới, gồm các phần nhỏ được tách biệt qua các bức tường xếp đá. Các cánh đồng được canh tác trong vài thế kỷ từ 3.500 TCN đến 3.000 TCN. Lúa mì và lúa mạch là các cây trồng chủ đạo, được đưa đến từ bán đảo Iberia.
Thời kỳ đồ đồng bắt đầu vào khoảng năm 2.500 TCN, lúc này kỹ thuật thay đổi sinh hoạt thường nhật của dân chúng thông qua các phát minh như bánh xe, sử dụng bò trong sản xuất, dệt vải, làm đồ uống có cồn, gia công kim loại tinh xảo tạo ra các vũ khí và công cụ mới, cùng các đồ trang sức bằng vàng và kim cương tinh tế. Theo một số nguồn, Ireland vào cuối thời kỳ đồ đồng là bộ phận của một văn hóa mạng lưới giao dịch hàng hải tên là Thời kỳ đồ đồng Đại Tây Dương, cùng với Anh Quốc, miền tây Pháp và Iberia, là những nơi ngôn ngữ Celt phát triển. Điều này tương phản với quan điểm truyền thống rằng nguồn gốc chúng là tại châu Âu lục địa cùng với văn hoá Hallstatt.

#### Sự xuất hiện của người Celt ở Ireland

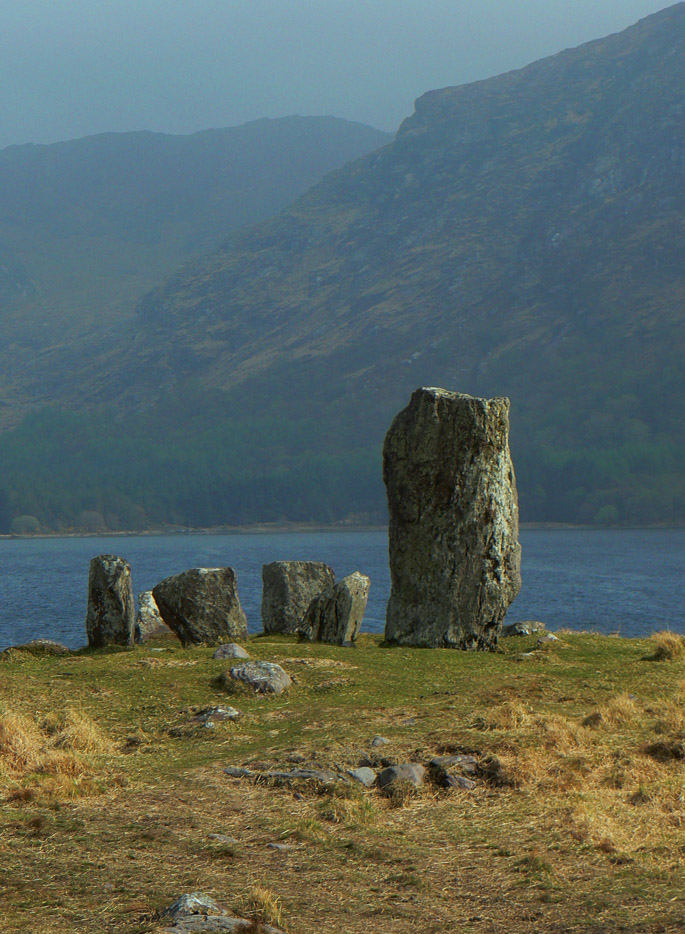
Vòng tròn đá Uragh thuộc thời đại đồ đá mới, nay thuộc công viên Gleninchaquin, hạt Kerry

Trong thời kỳ đồ sắt, một ngôn ngữ và văn hóa Celt xuất hiện tại Ireland. Cách thức và thời điểm đảo Ireland bị Celt hoá là đề tài tranh luận. Một quan điểm truyền thống có từ lâu là ngôn ngữ Celt, chữ viết Ogham và văn hoá Celt được đưa đến Ireland theo các làn sóng người Celt xâm chiếm hoặc di cư từ châu Âu lục địa. Thuyết này dựa theo Lebor Gabála Érenn, một tác phẩm giả sử học Cơ Đốc giáo Trung Cổ của Ireland, cùng với sự hiện diện của văn hóa, ngôn ngữ và đồ tạo tác Celt phát hiện được trên đảo. Theo thuyết này, có 4 cuộc xâm chiếm của người Celt tại Ireland. Đầu tiên được cho là là người Priteni, tiếp theo là người Belgae từ miền bắc Gaul và đảo Anh. Tiếp đó, các bộ lạc Laighin từ Armorica (nay là Bretagne của Pháp) được cho là xâm chiếm đảo Ireland và đảo Anh gần như đồng thời. Cuối cùng, người Milesia (người Gael) được cho là đến Ireland từ miền bắc Iberia hoặc miền nam Gaul.
Một thuyết gần đây hơn cho rằng văn hóa và ngôn ngữ Celt đến Ireland là kết quả của truyền bá văn hóa, theo đó Celt hóa Ireland có thể là đỉnh điểm của một quá trình tác động văn hóa và kinh tế lâu dài giữa đảo Ireland, đảo Anh và các khu vực lân cận của châu Âu lục địa. Thuyết này được thúc đẩy một phần là do thiếu các chứng cứ khảo cổ học về nhập cư Celt quy mô lớn, song nó chấp thuận rằng những chuyển động như vậy rất khó để xác định. Một số người đề xướng thuyết này cho rằng có thể có các nhóm nhỏ người Celt di cư đến Ireland, song không phải là nguyên nhân cơ bản khiến đảo bị Celt hóa. Các nhà ngôn ngữ học lịch sử hoài nghi về việc đây là cách thức duy nhất giải thích cho việc hấp thu ngôn ngữ Celt. Nghiên cứu di truyền phát hiện rằng không có khác biệt đáng kể trong DNA ty thể giữa Ireland và các khu vực lớn tại châu Âu lục địa, tương phản với một phần mô hình nhiễm sắc thể Y. Một nghiên cứu gần đây kết luận rằng người nói tiếng Celt hiện đại tại Ireland có thể được cho là "người Celt Đại Tây Dương" châu Âu có tổ tiên chung trên khắp khu vực Đại Tây Dương từ miền bắc Iberia đến miền tây Scandinavia chứ không phải về cơ bản là Trung Âu.

### Thời kỳ cuối cổ đại và đầu trung đại
Bản ghi chép sớm nhất về Ireland đến từ các nhà địa lý học Hy Lạp-La Mã cổ điển. Ptolemy trong Almagest gọi đảo Ireland là Mikra Brettania (đảo Anh nhỏ) và ông gọi đảo Anh là Megale Brettania (đảo Anh lớn). Trong tác phẩm Geography sau đó, Ptolemy gọi đảo Ireland là Iouernia và gọi đảo Anh là Albion. Các tên mới này có vẻ là tên địa phương của các đảo khi đó. Các tên gọi sớm hơn có vẻ được đặt ra trước khi có tiếp xúc trực tiếp với dân chúng địa phương.
Người La Mã sau đó gọi Ireland bằng tên gọi này theo dạng La Tinh hoá là Hibernia, hoặc Scotia. Ptolemy ghi lại 16 quốc gia tại mỗi bộ phận của Ireland vào năm 100. Không rõ về quan hệ giữa đế quốc La Mã và các vương quốc tại Ireland, tuy nhiên phát hiện được một số tiền xu La Mã trên đảo.
Đảo Ireland tiếp tục là nơi có các vương quốc kình địch nhau, từ thế kỷ VII khái niệm về vương quyền dân tộc dần trở nên rõ ràng thông qua khai niệm về "thượng vương Ireland". Văn học Ireland trung đại phác họa một loạt thượng vương hầu như không gián đoạn trong hàng nghìn năm, song các sử gia hiện đại cho rằng điều này được dựng nên trong thế kỷ VIII nhằm biện minh cho vị thế của các nhóm chính trị quyền lực. Toàn bộ các vương quốc trên đảo Ireland có quốc vương riêng song trên danh nghĩa lệ thuộc thượng vương. Thượng vương xuất thân từ các quốc vương và quân chủ địa phương, có thủ đô nghi lễ trên đồi Tara. Khái niệm không trở thành một hiện thực chính trị cho đến thời kỳ Viking và thậm chí sau đó cũng không nhất quán. Ireland có quy chế pháp luật thống nhất về văn hoá: hệ thống tư pháp thành văn sơ khởi là Luật Brehon, do một tầng lớp luật gia chuyên nghiệp gọi là brehons thi hành.

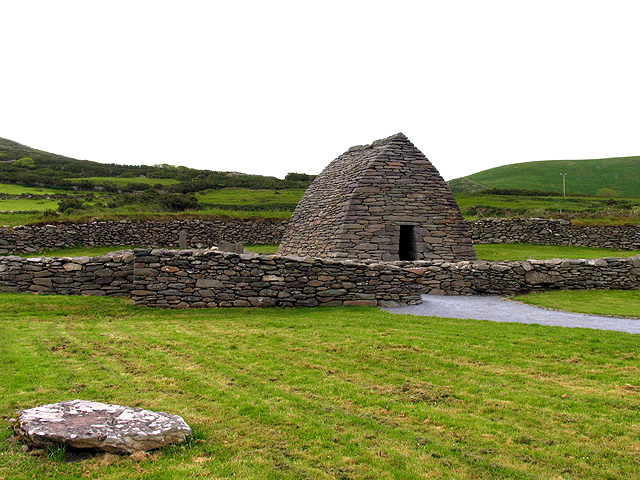
Nhà thờ Gallarus, một trong những nhà thờ sớm nhất được xây dựng tại Ireland

Biên niên sử Ireland viết rằng vào năm 431, Giám mục Palladius đến Ireland theo lệnh Giáo hoàng Celestine I để giúp người Ireland "vững tin vào Chúa". Tác phẩm này còn ghi rằng Thánh Patrick bảo trợ cho Ireland đến đảo trong cùng năm. Tiếp tục tồn tại tranh luận về các sứ mệnh của Palladius và Patrick, song đồng thuận rằng chúng diễn ra và rằng truyền thống druid trước đó bị tan vỡ khi đối diện với tôn giáo mới. Các học giả Cơ Đốc giáo Ireland xuất sắc trong học tập kiến thức La Tinh và Hy Lạp và thần học Cơ Đốc giáo. Trong văn hoá tu viện sau khi Ireland bị Cơ Đốc giáo hoá, kiến thức La Tinh và Hy Lạp được bảo tồn tại Ireland trong sơ kỳ Trung Cổ.
Năm 563, một tu sĩ Ireland là Columba thành lập một hội truyền giáo trên đảo Iona (nay thuộc Scotland), bắt đầu truyền thống hội truyền giáo Ireland hoạt động nhằm truyền bá Cơ Đốc giáo Celt và kiến thức đến Scotland, Anh và đế quốc Frank tại châu Âu lục địa sau khi La Mã sụp đổ. Các hội truyền giáo này tiếp tục cho đến hậu kỳ Trung Cổ, họ lập ra các tu viện và trung tâm kiến thức, sản sinh các học giả như Sedulius Scottus và Johannes Eriugena và gây nhiều ảnh hưởng tại châu Âu. Từ thế kỷ IX, các làn sóng hải tặc Viking tiến hành cướp bóc các tu viện và thị trấn Ireland. Người Viking cũng tham gia thành lập hầu hết các khu định cư duyên hải lớn tại Ireland: Dublin, Limerick, Cork, Wexford, Waterford và các khu định cư nhỏ khác.

### Người Norman và Anh xâm chiếm

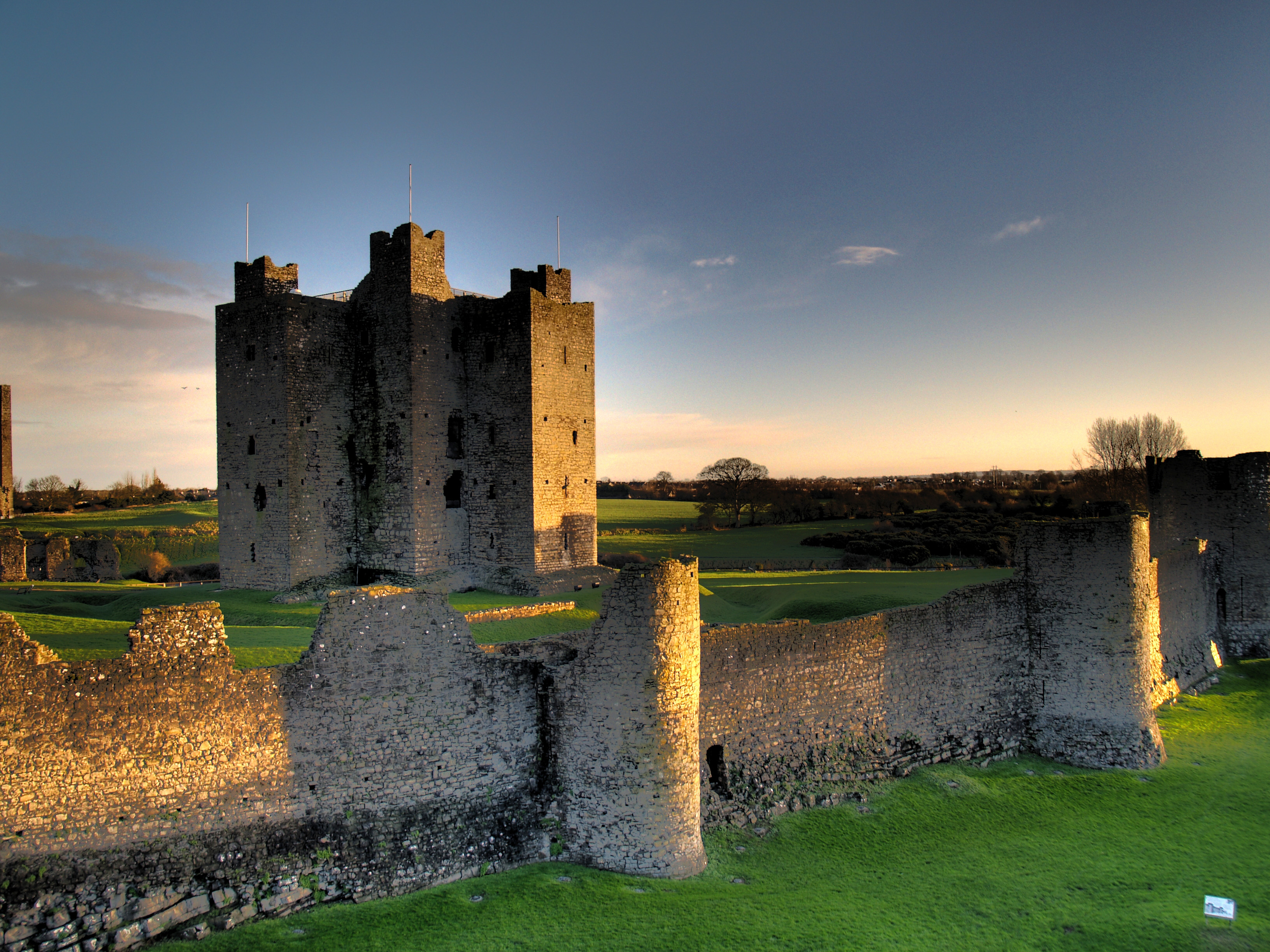
Tàn dư của Thành Trim thế kỷ XII tại hạt Meath, là thành Norman lớn nhất tại Ireland

Ngày 1 tháng 5 năm 1169, một đội viễn chinh gồm các hiệp sĩ Cambria-Norman với khoảng 600 người đổ bộ lên bờ biển Bannow nay thuộc hạt Wexford. Đội quân do Richard de Clare chỉ huy. Cuộc xâm chiếm trùng hợp với một giai đoạn người Norman khôi phục bành trướng, và diễn ra theo lời mời của Quốc vương Leinster Dermot Mac Murrough. Năm 1166, Mac Murrough đào thoát đến Anjou, Pháp sau chiến tranh với Breifne và tìm kiếm viện trợ từ quốc vương Angevin (cai trị Anh và một nửa nước Pháp ngày nay) là Henry II để tái chiếm Leinster. Năm 1171, Henry đến Ireland nhằm khảo sát tiến trình tổng thể cuộc viễn chinh. Henry thành công trong việc tái áp đặt quyền uy đối với Richard de Clare và các quân phiệt Cambria-Norman, thuyết phục nhiều quốc vương Ireland chấp thuận mình là chúa tể, dàn xếp này được xác nhận theo Hiệp định Windsor năm 1175.
Cuộc xâm chiếm được hợp pháp hóa theo các điều khoản trong chiếu thư Laudabiliter của Giáo hoàng Adrianus IV vào năm 1155. Chiếu thư khuyến khích Henry nắm quyền kiểm soát Ireland nhằm giám sát tái tổ thức tài chính và hành chính của Giáo hội Ireland và tích hợp họ vào hệ thống Giáo hội La Mã. Một số bước tái cơ cấu đã được bắt đầu ở cấp giáo hội sau hội nghị tại Kells vào năm 1152. Tồn tại tranh luận đáng kể về tính xác thực của Laudabiliter 
Năm 1172, tân giáo hoàng là Alexander III khuyến khích Henry hơn nữa trong việc thúc đẩy hợp nhất Giáo hội Ireland với Giáo hội La Mã. Đổi lại, Henry nhận tước hiệu "Chúa Ireland" và ông trao nó cho con trai là John Lackland vào năm 1185. Sự kiện này xác định nhà nước Ireland với vị thế Lãnh địa Ireland. Năm 1199, John kế thừa vương vị Anh và giữ lại tước chúa của Ireland.

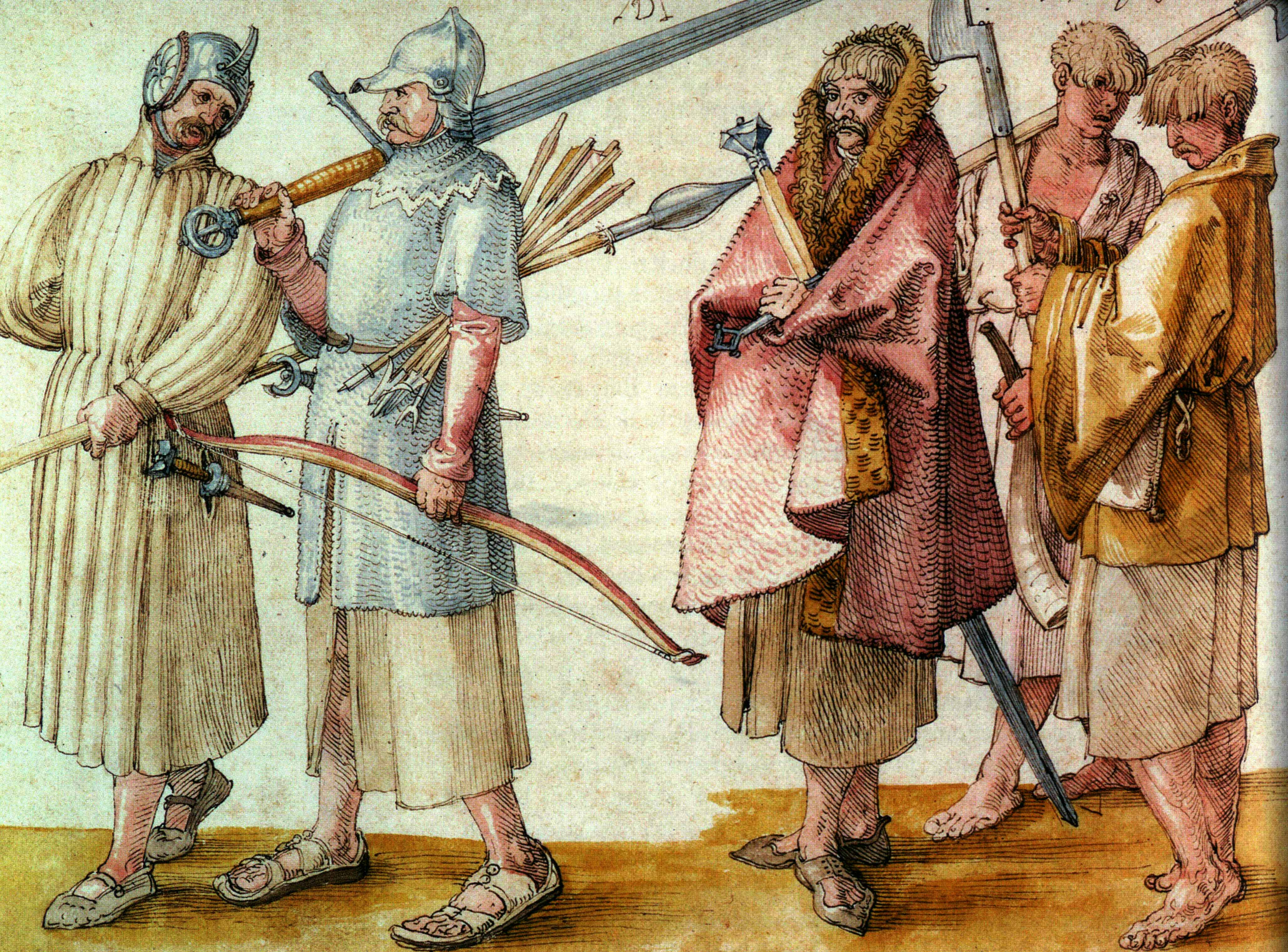
Các binh sĩ Ireland, 1521 – của Albrecht Dürer

Trong thế kỷ tiếp theo, luật phong kiến Norman dần thay thế Luật Brehon Gael, đến cuối thế kỷ XIII người Norman tại Ireland lập ra một hệ thống phong kiến trên phần lớn đảo. Các khu định cư của người Norman có đặc điểm là lập ra lãnh địa nam tước, thái ấp, đô thị và hạt, giống hệ thống hạt hiện đại. Một phiên bản của Magna Carta (Đại hiến chương Ireland), thay thế Dublin cho London và Giáo hội Ireland cho Giáo hội Anh, được phát hành vào năm 1216 và Nghị viện Ireland được thành lập vào năm 1297.
Từ giữa thế kỷ XIV, sau Cái chết Đen, các khu định cư Norman tại Ireland lâm vào một giai đoạn suy thoái. Những người cai trị Norman và tầng lớp tinh hoa Ireland Gael liên hôn và các khu vực do người Norman cai trị bị Gael hóa. Tại một số nơi, xuất hiện văn hóa lai tạp Ireland-Norman. Nhằm phản ứng, Nghị viện Ireland thông qua Quy chế Kilkenny vào năm 1367, đây là một bộ luật nhằm ngăn chặn đồng hóa người Norman vào xã hội Ireland bằng cách yêu cầu các thần dân Anh tại Ireland nói tiếng Anh, tuân theo phong tục Anh và pháp luật Anh.
Đến cuối thế kỷ XV, quyền lực trung ương Anh tại Ireland gần như biến mất và văn hoá cùng ngôn ngữ Ireland hồi sinh lại chiếm ưu thế, dù có ảnh hưởng của Norman. Quyền kiểm soát của quân chủ Anh vẫn tương đối vững chắc trong một khu vực không được định rõ bao quanh Dublin gọi là The Pale, và theo các điều khoản trong Luật Poynings vào năm 1494, luật pháp do Nghị viện Ireland ban hành cần được Nghị viện Anh phê chuẩn.

### Vương quốc Ireland

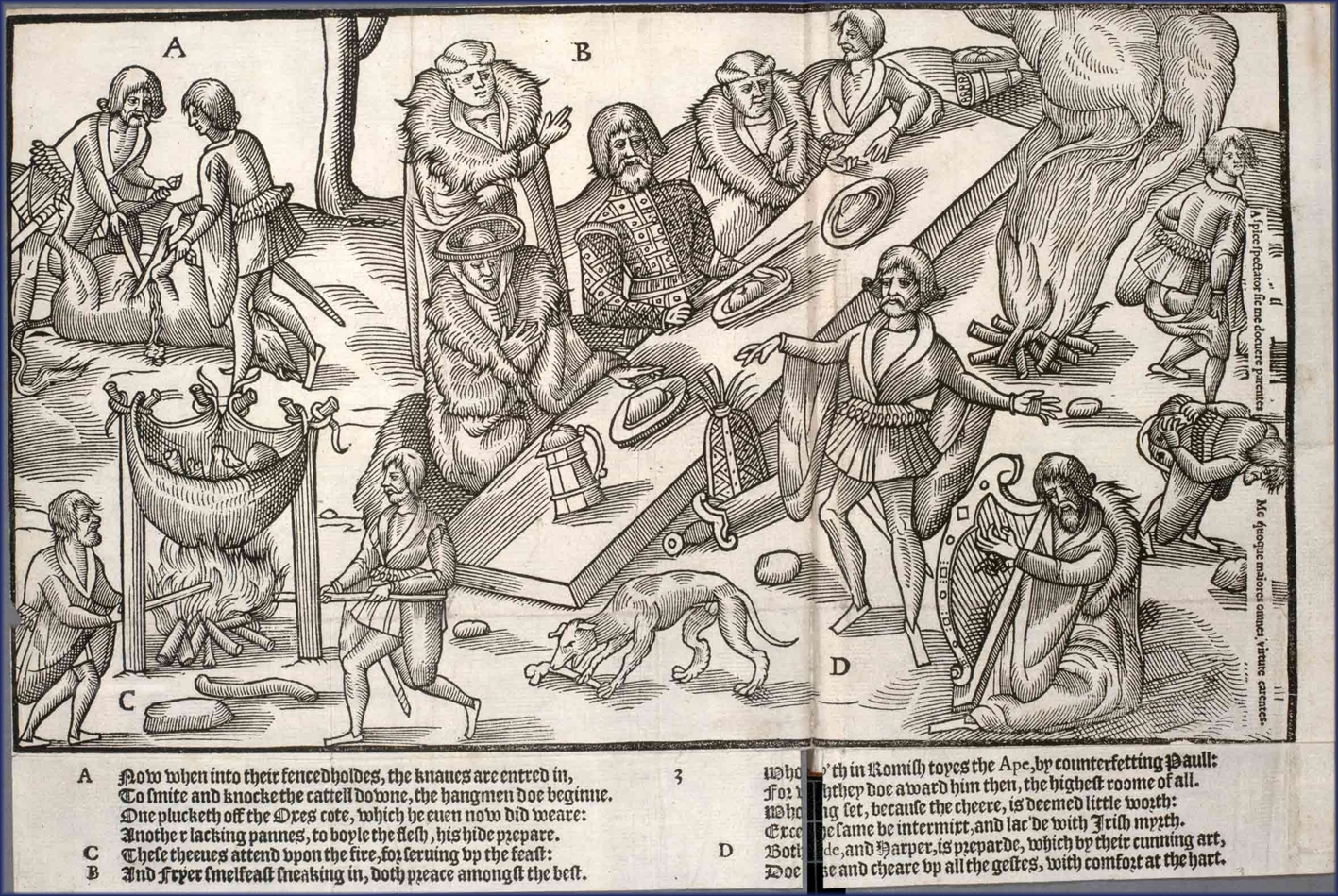
Cảnh trong The Image of Irelande (1581) thể hiện một tù trưởng tại một bữa tiệc

Tước hiệu quốc vương Ireland được Quốc vương Anh Henry VIII tái lập vào năm 1542. Pháp quyền Anh được củng cố và mở rộng tại Ireland trong thời gian cuối của thế kỷ XVI, dẫn đến triều đình Tudor chinh phục Ireland. Cuộc chinh phục gần như hoàn tất khi bước sang thế kỷ XVII.
Quyền kiểm soát này càng được củng cố trong các cuộc chiến và xung đột vào thế kỷ XVII, cùng với đó là việc người Anh và người Scotland thực dân hóa các đồn điền tại Ireland, chiến tranh Ba Vương quốc và chiến tranh giữa hai phe ủng hộ James II và William III. Theo ước tính, tổn thất của Ireland trong chiến tranh Ba Vương quốc là 20.000 người thiệt mạng trên chiến trường. Cũng theo ước tính, có 200.000 thường dân thiệt mạng do kết hợp từ nạn đói do chiến tranh, di tán, hoạt động du kích và dịch bệnh trong thời gian chiến tranh. Có thêm 50.000 người bị đưa đi lao dịch có khế ước tại Tây Ấn. Một số sử gia ước tính có đến một nửa dân số Ireland thời tiền chiến đã thiệt mạng do hậu quả của xung đột.
Các cuộc đấu tranh tôn giáo trong thế kỷ XVII để lại phân chia tông phái sâu sắc tại Ireland. Lòng trung thành tôn giáo theo pháp luật giờ đây sẽ quyết định nhận thức về lòng trung thành với quốc vương và nghị viện của Ireland. Sau khi thông qua Đạo luật Test năm 1672, cùng với chiến thắng của lực lượng William-Mary trước phái Jacob, người Công giáo La Mã và người Tin Lành bất đồng không phù hợp đều bị ngăn cấm làm nghị viên Ireland. Theo luật hình sự mới xuất hiện, người Công giáo La Mã và người Tin Lành bất đồng tại Ireland ngày càng bị tước đoạt các quyền dân sự khác nhau, thậm chí là quyền sở hữu tài sản thừa kế. Các đạo luật trừng phạt bổ sung có hồi tố được ban hành vào các năm 1703, 1709 và 1728. Điều này hoàn thành một nỗ lực toàn diện có hệ thống nhằm gây bất lợi lớn cho người Công giáo La Mã và Tin Lành bất đồng, trong khi làm lợi thêm cho tầng lớp cai trị mới gồm các tín đồ Anh giáo phục tùng.

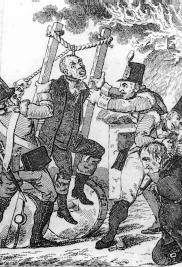
Tra tấn bằng cách treo cổ người bị nghi ngờ theo phái Ireland Liên hiệp

Một đột biến khí hậu gọi là "Sương giá lớn" tác động đến Ireland và phần còn lại của châu Âu từ tháng 12 năm 1739 đến tháng 9 năm 1741. Mùa đông tàn phá loại các cây trồng chủ đạo có thể tích trữ như khoai tây còn mùa hè yếu tàn phá nghiêm trọng thu hoạch. Điều này dẫn đến nạn đói năm 1740, có ước tính cho rằng 250.000 nghìn người (khoảng 1/8 dân số) thiệt mạng do nhiễm trùng và dịch bệnh. Sau nạn đói, sản xuất công nghiệp và mậu dịch gia tăng tạo ra các đợt bùng nổ xây dựng kế tiếp nhau. Dân số tăng cao vào cuối thế kỷ này và di sản kiến trúc George Ireland được tạo dựng. Năm 1782, Luật Poynings bị bãi bỏ, trao cho Ireland quyền lập pháp độc lập với Anh lần đầu tiên kể từ năm 1495. Tuy nhiên, Chính phủ Anh duy trì quyền bổ nhiệm Chính phủ Ireland mà không cần nghị viện Ireland tán thành.

### Liên hiệp với Anh
Năm 1798, các thành viên Tin Lành bất đồng truyền thống (chủ yếu là Trưởng Lão) và người Công giáo La Mã tiến hành một cuộc khởi nghĩa cộng hòa do Hội người Ireland Liên hiệp lãnh đạo, mục tiêu là Ireland độc lập. Dù có viện trợ của Pháp, cuộc khởi nghĩa vẫn bị đàn áp. Năm 1800, nghị viện của Anh và Ireland đều thông qua Đạo luật Liên hiệp có hiệu lực từ ngày 1 tháng 1 năm 1801, theo đó hợp nhất Vương quốc Ireland và Vương quốc Anh để hình thành Vương quốc Liên hiệp Anh và Ireland. Việc thông qua đạo luật tại Nghị viện Ireland cuối cùng đạt được đa số đáng kể, sau khi từng thất bại vào năm 1799. Theo các văn kiện đương đại và phân tích lịch sử, điều này đạt được nhờ hối lộ ở mức độ đáng kể, cùng các tặng thưởng khác. Theo đạo luật, nghị viện của Ireland bị bãi bỏ và thay thế nó là nghị viện liên hiệp tại Westminster, Luân Đôn, song kháng cự vẫn tồn tại chẳng hạn như khởi nghĩa Ireland năm 1803.
Ngoại trừ ngành vải lanh thì Ireland phần lớn bị cách mạng công nghiệp bỏ qua, một phần là do đảo thiếu tài nguyên than đá và sắt và một phần là do tác động từ việc liên hiệp đột ngột với một nước Anh vốn có kết cấu kinh tế ưu việt, Anh nhìn nhận Ireland là một nguồn cung nông sản và tư bản.

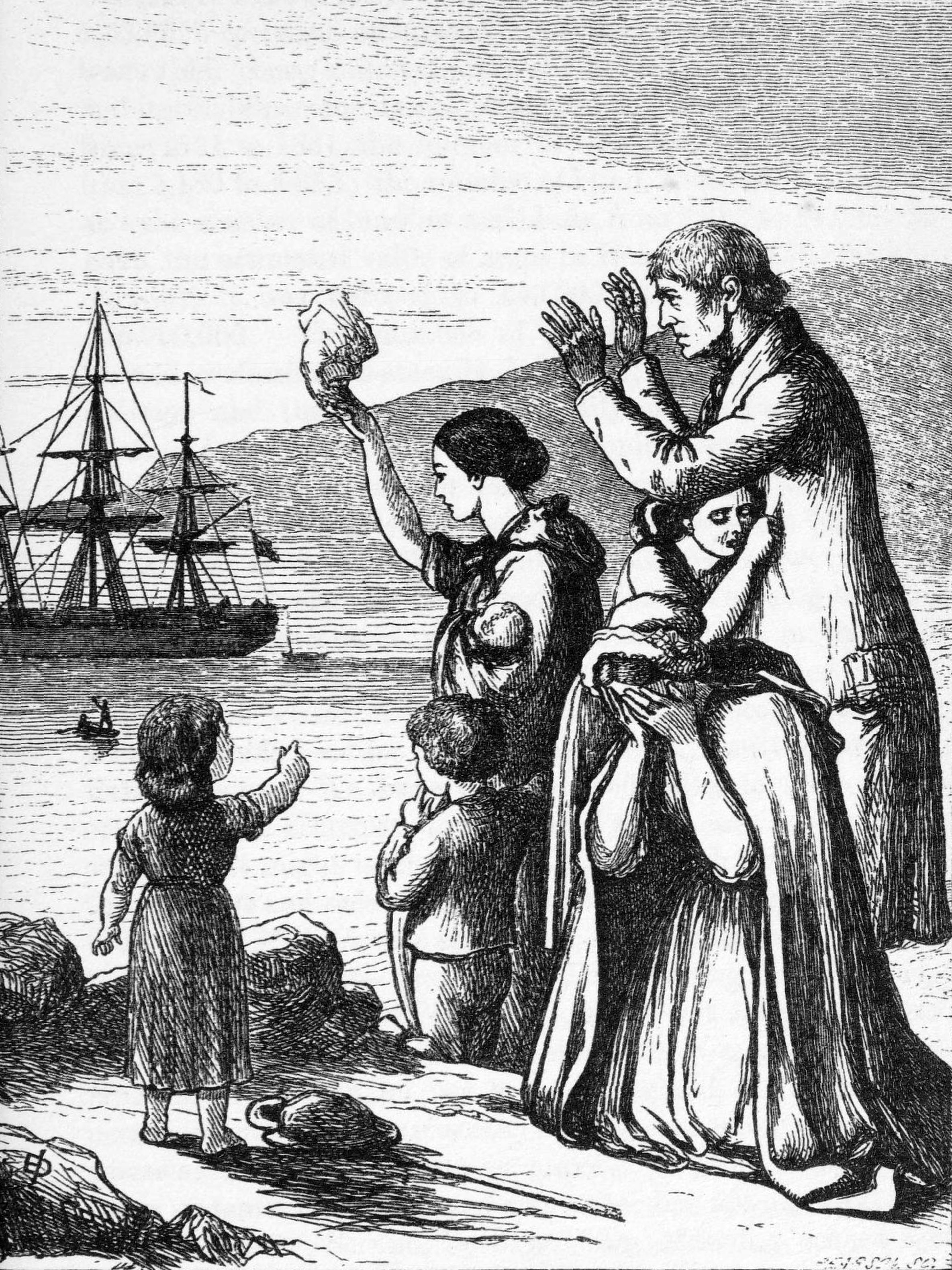
Tác phẩm của Henry Doyle mô tả cảnh di cư sang châu Mỹ sau nạn đói lớn 1845–1852 tại Ireland

Nạn đói lớn 1845–1851 tàn phá Ireland, trong những năm này dân số Ireland giảm một phần ba. Có trên một triệu người thiệt mạng do đói và dịch bệnh, hai triệu người khác di cư, hầu hết là đến Hoa Kỳ và Canada. Tiếp sau nạn đói này là một giai đoạn bất ổn dân sự kéo dài đến cuối thế kỷ XIX, được gọi là chiến tranh đất đai. Di cư hàng loạt trở nên phổ biến và khiến dân số tiếp tục giảm cho đến giữa thế kỷ XX. Ngay trước nạn đói, dân số được ghi nhận là 8,2 triệu theo điều tra nhân khẩu năm 1841, kể từ đó chưa từng quay lại được mức này.
Trong thế kỷ XIX và đầu thế kỷ XX, chủ nghĩa dân tộc Ireland hiện đại dâng cao, chủ yếu là trong cộng đồng Công giáo La Mã. Daniel O'Connell là nhân vật chính trị ưu tú người Ireland sau khi liên hiệp với Anh. Ông đắc cử nghị viên thuộc đơn vị Ennis gây ra bất ngờ song ông không thể nhậm chức do là người Công giáo La Mã. O'Connell xung kích trong một chiến dịch nhận được ủng hộ của thủ tướng là Công tước Wellington, một người sinh tại Ireland. Đạo luật Cứu trợ Công giáo được Quốc vương George IV ký thành luật, dù phụ vương của ông là George III từng phản đối một dự luật như vậy vào năm 1801 do lo ngại việc giải phóng cho Công giáo sẽ xung khắc với Đạo luật Định cư 1701.
Daniel O'Connell sau đó lãnh đạo một chiến dịch yêu cầu bãi bỏ Đạo luật Liên hiệp, song thất bại. Cũng trong thế kỷ này, Charles Stewart Parnell và những người khác vận động giành quyền tự trị trong Liên hiệp. Những người theo phái liên hiệp phản đối mạnh mẽ tự trị, đặc biệt là người khu vực Ulster, vì họ cho rằng nó sẽ bị các lợi ích của Công giáo chi phối. Sau vài nỗ lực nhằm thông qua một dự luật tự trị tại nghị viện, tình hình có vẻ chắc chắn rằng một dự luật rốt cuộc sẽ được thông qua vào năm 1914. Nhằm ngăn chặn khả năng này, Quân Tình nguyện Ulster được thành lập vào năm 1913 dưới quyền lãnh đạo của Edward Carson.
Đến năm 1914, Quân Tình nguyện Ireland được thành lập với mục tiêu là đảm bảo rằng Dự luật Tự trị địa phương được thông qua. Đạo luật này được thông qua song "tạm thời" loại trừ 6 hạt của Ulster mà sau này trở thành Bắc Ireland. Tuy nhiên, đạo luật bị đình chỉ trước khi thi hành trong thời gian chiến tranh thế giới thứ nhất. Quân Tình nguyện Ireland bị phân làm hai nhóm. Đa số với khoảng 175.000 người nằm dưới quyền của John Redmond, lấy tên là Quân Tình nguyện Dân tộc và ủng hộ Ireland tham gia đại chiến. Thiểu số với khoảng 13.000 người vẫn lấy tên gọi Quân Tình nguyện Ireland và phản đối Ireland tham gia đại chiến. Nhóm thiểu số này tiến hành khởi nghĩa Phục Sinh năm 1916 cùng với một nhóm dân quân xã hội nhỏ là Quân đội Công dân Ireland. Người Anh cho hành quyết 15 thủ lĩnh khởi nghĩa và tống giam hơn một nghìn người, khiến tâm trạng dân chúng chuyển sang ủng hộ phiến quân. Sự ủng hộ dành cho chủ nghĩa cộng hoà Ireland tăng lên hơn nữa do chiến tranh tiếp diễn tại châu Âu, cũng như khủng hoảng quân dịch năm 1918.
Đảng ủng hộ độc lập là Sinn Féin giành được ủng hộ mạnh mẽ trong tổng tuyển cử năm 1918, đến 1919 họ tuyên bố thành lập một nước Cộng hoà Ireland, lập nghị viện và chính phủ riêng. Đồng thời quân tình nguyện nay gọi là Quân đội Cộng hoà Ireland (IRA) phát động chiến tranh du kích kéo dài trong ba năm, kết thúc bằng một hòa ước vào tháng 7 năm 1921 (song bạo lực tiếp tục cho đến tháng 6 năm 1922, hầu hết là tại Bắc Ireland).

### Phân chia
Tháng 12 năm 1921, Hiệp định Anh-Ireland được ký kết giữa Chính phủ Anh và các đại biểu của nghị viện Ireland khoá II. Hiệp định trao cho Ireland độc lập hoàn toàn trong nội vụ và độc lập thực tế trong chính sách ngoại giao, song có một điều khoản lựa chọn không tham gia, cho phép Bắc Ireland duy trì là bộ phận của Vương quốc Liên hiệp. Ngoài ra, nó còn yêu cầu tuyên thệ trung thành với quốc vương. Bất đồng về các điều khoản này dẫn đến phân liệt trong phong trào dân tộc và sau đó là nội chiến giữa tân chính phủ của Nhà nước Tự do Ireland và phái phản đối hiệp định do Éamon de Valera lãnh đạo. Nội chiến kết thúc vào tháng 5 năm 1923 khi Éamon de Valera ban hành lệnh đình chiến.

#### Ireland độc lập
Trong thập niên đầu tiên, Nhà nước Tự do Ireland mới thành lập nằm dưới quyền cai quản của những người chiến thắng trong nội chiến. Đến khi Éamon de Valera lên nắm quyền, ông tận dụng Pháp lệnh Westminster và tình thế chính trị để xây dựng nền móng cho chủ quyền cao hơn. Việc tuyên thệ trung thành với quốc vương bị bãi bỏ vào năm 1937 khi hiến pháp mới được thông qua. Điều này hoàn tất một quá trình dần ly khai khỏi đế quốc Anh được chính phủ theo đuổi từ khi độc lập. Tuy nhiên, đến năm 1949, thì nhà nước mới chính thức trở thành Cộng hoà Ireland.
Ireland trung lập trong chiến tranh thế giới thứ hai, song cung cấp viện trợ bí mật cho Đồng Minh, đặc biệt là năng lực phòng thủ của Bắc Ireland. Dù trung lập, song có khoảng 50.000 quân tình nguyện từ nước Ireland độc lập gia nhập lực lượng Anh trong chiến tranh.
Xuất cư quy mô lớn diễn ra trong hầu hết giai đoạn hậu chiến (đặc biệt là trong thập niên 1950 và 1980), song kinh tế được cải thiện từ năm 1987, trong thập niên 1990 bắt đầu có tăng trưởng kinh tế đáng kể. Giai đoạn tăng trưởng này được gọi là Con hổ Celtic. Tăng trưởng GDP thực tế của Cộng hoà Ireland đạt trung bình 9,6% mỗi năm từ 1995 đến 1999, đến năm 1999 nước này gia nhập khu vực sử dụng đồng euro. Năm 2000, Ireland là quốc gia giàu có thứ sáu trên thế giới xét theo GDP bình quân.
Biến đổi xã hội cũng diễn ra trong thời gian này, rõ ràng nhất là suy thoái quyền thế của Giáo hội Công giáo. Khủng hoảng tài chính bắt đầu vào năm 2008 làm kết thúc đột ngột giai đoạn bùng nổ kinh tế của Ireland. GDP giảm 3% vào năm 2008 và 7,1% vào năm 2009, là năm tệ hại nhất từ khi có tính toán. Cộng hoà Ireland từ đó trải qua suy thoái sâu sắc, với tỷ lệ thất nghiệp duy trì trên 14% vào năm 2012.

#### Bắc Ireland
Bắc Ireland được lập ra với vị thế một đơn vị của Anh theo Đạo luật Chính phủ Ireland năm 1920 và có quyền hạn tự trị bên trong Anh với nghị viện và thủ tướng riêng cho đến năm 1972. Bắc Ireland do là bộ phận của Anh nên không trung lập trong Chiến tranh thế giới thứ hai và thủ đô Belfast bị 4 trận oanh tạc vào năm 1941. Chế độ quân dịch không mở rộng đến Bắc Ireland và số quân tình nguyện từ Bắc Ireland gần như bằng số quân tình nguyện đến từ Ireland độc lập.
Dù Bắc Ireland phần lớn tránh được xung đột trong nội chiến Ireland, song vào các thập niên sau khi phân chia đã xảy ra xung đột lẻ tẻ giữa các cộng đồng. Những người dân tộc chủ nghĩa chủ yếu là tín đồ Công giáo La Mã, họ muốn thống nhất đảo Ireland thành một nước cộng hòa, trong khi những người liên hiệp chủ nghĩa chủ yếu theo Tin Lành và muốn Bắc Ireland duy trì là bộ phận của Anh. Các cộng đồng Tin Lành và Công giáo La Mã tại Bắc Ireland phần lớn bỏ phiếu theo làn ranh giáo phái, đồng nghĩa với việc Chính phủ Bắc Ireland (bầu theo thể thức đa số) do Đảng Liên hiệp Ulster kiểm soát. Theo thời gian, cộng đồng Công giáo La Mã thiểu số ngày càng cảm thấy bị xa lánh cùng với gia tăng bất mãn do sắp xếp khu vực bầu cử gây bất lợi cho họ, hay họ bị kì thị trong nhà ở và công việc.
Đến cuối thập niên 1960, bất bình của phái dân tộc chủ nghĩa bộc lộ công khai trong các cuộc kháng nghị dân quyền đại chúng, song thường phải đương đầu với các cuộc phản kháng của phái trung thành. Phản ứng của chính phủ được cho là một chiều và mạnh tay theo hướng ủng hộ phái Liên hiệp. Pháp luật và trật tự bị phá vỡ khi náo loạn và bạo lực giữa các cộng đồng tăng lên. Chính phủ Bắc Ireland yêu cầu Lục quân Anh viện trợ cảnh sát. Năm 1969, Quân đội Cộng hoà Ireland Lâm thời bán quân sự xuất hiện do tách ra từ Quân đội Cộng hoà Ireland, họ ủng hộ thành lập một Ireland thống nhất, và bắt đầu tiến hành một chiến dịch chống lại điều mà họ gọi là "sự chiếm đóng của Anh tại sáu hạt".
Các nhóm khác thuộc cả bên phía liên hiệp và dân tộc cũng tham gia vào bạo lực, một thời kỳ được gọi là the Troubles bắt đầu. Có trên 3.600 người thiệt mạng trong ba thập niên xung đột. Do bất ổn dân sự, Chính phủ Anh đình chỉ tự trị vào năm 1972 và áp đặt cai trị trực tiếp đối với Bắc Ireland. Năm 1998, sau một lệnh đình chiến của Quân đội Cộng hoà Ireland Lâm thời và đàm phán nhiều bên, Hiệp nghị Thứ sáu Tốt lành được ký kết giữa chính phủ Anh và Ireland, bổ sung văn bản nhất trí trong đàm phán nhiều bên.
Nội dung của hiệp nghị sau đó được tán thành thông qua trưng cầu dân ý tại cả hai bộ phận của đảo Ireland. Hiệp nghị khôi phục tự trị cho Bắc Ireland trên cơ sở chia sẻ quyền lực trong hành pháp giữa các đảng lớn trong Nghị hội Bắc Ireland. Cơ quan hành pháp cùng nằm dưới quyền của một bộ trưởng thứ nhất và thứ trưởng thứ nhất đến từ các đảng liên hiệp và dân tộc. Bạo lực giảm mạnh sau khi đình chiến vào năm 1994 và đến năm 2005 Quân đội Cộng hoà Ireland Lâm thời tuyên bố kết thúc chiến dịch vũ trang của họ, một ủy ban độc lập giám sát giải trừ quân bị của lực lượng này và các tổ chức dân quân dân tộc và liên hiệp khác.
Nghị hội và cơ quan hành pháp chia sẻ quyền lực bị đình chỉ vài lần song lại được khôi phục vào năm 2007. Trong năm này, Chính phủ Anh chính thức kết thúc hỗ trợ quân sự cho cảnh sát Bắc Ireland và bắt đầu triệt thoái binh sĩ.

## Chính trị

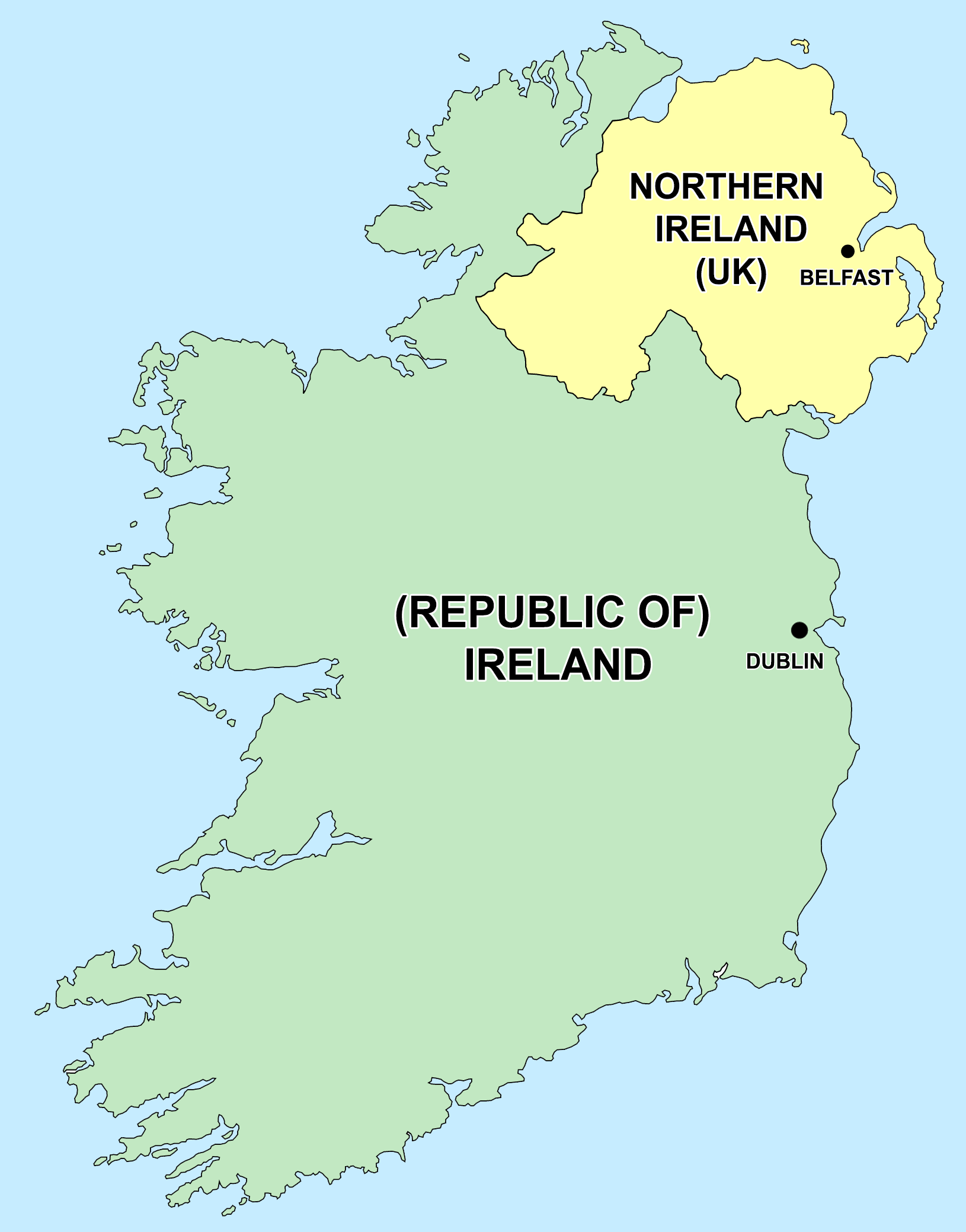
Bản đồ chính trị Ireland, gồm Cộng hoà Ireland và Bắc Ireland

Về chính trị, đảo Ireland bị phân chia giữa Cộng hoà Ireland độc lập và Bắc Ireland thuộc Vương quốc Liên hiệp Anh. Hai thực thể có biên giới mở và đều nằm trong Khu vực đi lại chung. Cộng hoà Ireland và Anh Quốc đều là thành viên của Liên minh châu Âu, do đó tồn tại tự do di chuyển về con người, hàng hoá, dịch vụ và vốn qua biên giới.
Cộng hoà Ireland là một quốc gia dân chủ đại nghị dựa theo mô hình Anh, có hiến pháp thành văn và một tổng thống do dân chúng bầu ra, song tổng thống có quyền lực hầu như mang tính nghi lễ. Người đứng đầu chính phủ là thủ tướng (Taoiseach), do tổng thống bổ nhiệm theo đề cử của hạ nghị viện (Dáil). Các thành viên trong chính phủ do hạ nghị viện và thượng nghị viện (Seanad) lựa chọn. Thủ đô của Cộng hòa Ireland là Dublin.
Bắc Ireland có cơ quan hành pháp và lập pháp địa phương, thi hành quyền lực được Anh phân quyền. Đứng đầu cơ quan hành pháp là bộ trưởng thứ nhất và thứ trưởng thứ nhất, còn các bộ trưởng được phân bổ theo tỷ lệ đại biểu của mỗi đảng trong nghị hội. Thủ đô Bắc Ireland là Belfast. Quyền lực chính trị tối hậu thuộc về Chính phủ Anh, Chính phủ Anh từng có các giai đoạn cai trị trực tiếp Bắc Ireland. Bắc Ireland được phân 18 ghế trong số 650 ghế của Hạ nghị viện Anh. Quốc vụ khanh về Bắc Ireland là một chức vụ cấp nội các trong chính phủ của Anh. Bắc Ireland tạo thành một trong ba khu vực phạm vi quyền hạn tư pháp riêng biệt của Anh, song Tòa án Tối cao Anh là tòa án tối cao.
Theo Hiệp nghị Thứ sáu Tốt lành, hai chính phủ Anh và Ireland chấp thuận thành lập các thể chế toàn đảo và các lĩnh vực hợp tác. Hội đồng Bộ trưởng Bắc/Nam là một thể chế gồm bộ trưởng trong chính phủ của Ireland và cơ quan hành pháp của Bắc Ireland, nhằm đồng thuận về các chính sách toàn đảo. Hội nghị liên chính phủ Anh-Ireland cung cấp hợp tác giữa chính phủ Anh và Ireland trên toàn bộ các vấn đề cùng quan tâm, đặc biệt là Bắc Ireland. Trong bối cảnh Cộng hoà Ireland quan tâm đặc biệt về cai quản Bắc Ireland, các phiên họp "định kỳ và thường lệ" dưới sự đồng chủ trì của Bộ trưởng Ngoại giao Ireland và Quốc vụ khanh về Bắc Ireland của Anh, liên quan đến các vấn đề không được phân quyền cho Bắc Ireland và các vấn đề toàn Ireland không được phân quyền. Hiệp hội Liên nghị viện Bắc/Nam là một diễn đàn cho toàn đảo, thể chế này không có quyền lực chính thức song hoạt động nhằm thảo luận các vấn đề cùng quan tâm giữa các cơ quan lập pháp tương ứng.

## Địa lý

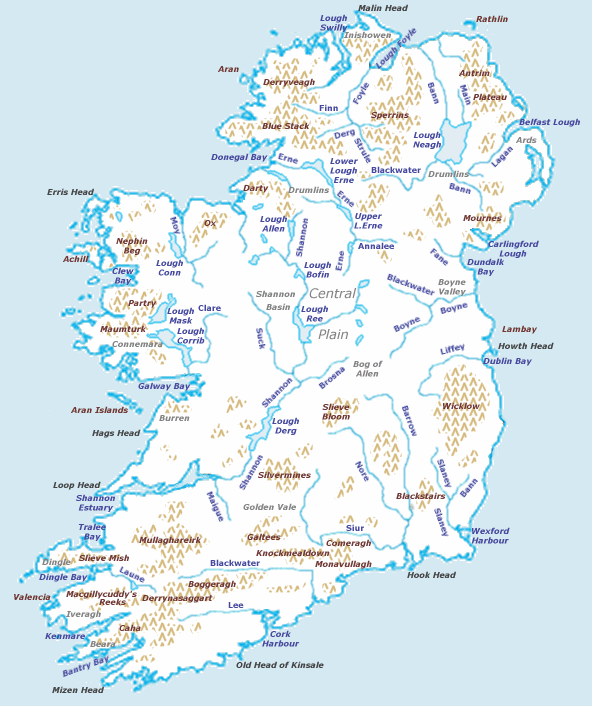
Các đặc điểm địa hình của Ireland

Đảo Ireland nằm tại phía tây bắc của châu Âu, giữa vĩ tuyến 51° và 56° Bắc, giữa kinh tuyến 11° và 5° Tây. Đảo Ireland tách biệt với đảo Anh qua biển Ireland và eo biển Bắc có chiều rộng hẹp nhất là 23 km. Phía tây đảo là Đại Tây Dương, phía nam đảo là biển Celtic. Đảo Ireland có tổng diện tích là 84.421 km².. Đảo Ireland và đảo Anh cùng nhiều đảo nhỏ xung quanh được gọi chung là quần đảo Anh.
Một vành đai các dãy núi duyên hải bao quanh các đồng bằng thấp tại trung tâm của đảo. Đỉnh núi cao nhất trong số đó là Carrauntoohil thuộc hạt Kerry với độ cao 1.038 m trên mực nước biển. Vùng đất thích hợp nhất cho canh tác nằm tại tỉnh Leinster. Khu vực phía tây có nhiều địa hình đồi núi và lắm đá với tầm nhìn toàn cảnh xanh tươi. Sông Shannon là sông dài nhất trên đảo Ireland với 386 km, khởi nguồn tại hạt Cavan thuộc miền tây bắc và chảy 113 km đến thành phố Limerick thuộc miền trung tây.
Đảo gồm có nhiều miền địa chất. Tại cực tây, quanh hạt Galway và hạt Donegal là một tổ hợp đá biến chất và hỏa sinh bậc trung và cao thuộc hệ Caledonia, tương tự Cao địa Scotland. Quanh đông nam Ulster và kéo dài về phía tây nam đến Longford và phía nam đến Navan là miền đá Ordovic và Silur, tương tự Cao địa Miền Nam của Scotland. Xa về phía nam, dọc duyên hải của hạt Wexford, là một khu vực xâm nhập granite vào đá có tính Ordovic và Silur cao, tương tự Wales.
Tại phía tây nam, dọc vịnh Bantry và dãy núi Macgillicuddy's Reeks, là một khu vực biến dạng đáng kể, song chỉ là đá biến dạng nhẹ thuộc kỷ Devon. Vành đai địa chất "đá cứng" cục bộ này được bao phủ bằng một lớp đá vôi kỷ Cácbon tại trung tâm đảo, làm gia tăng tăng cảnh quan tương đối phì nhiêu và tươi tốt. Khu vực duyên hải phía tây Burren quanh Lisdoonvarna có đặc điểm karst phát triển mạnh.
Thăm dò hydrocarbon đang được tiến hành sau khi có phát hiện lớn đầu tiên tại mỏ khí đốt Kinsale Head ngoài khơi Cork vào giữa thập niên 1970. Năm 1999, có phát hiện khí đốt đáng kể về kinh tế tại mỏ khí Corrib ngoài khơi hạt Mayo. Điều này làm gia tăng hoạt động tại ngoài khơi duyên hải phía tây song song với phát triển "Tây Shetland". Mỏ dầu Helvick ước tính chứa 28 triệu thùng (4.500.000 m3) dầu theo một khám phá khác.

### Khí hậu

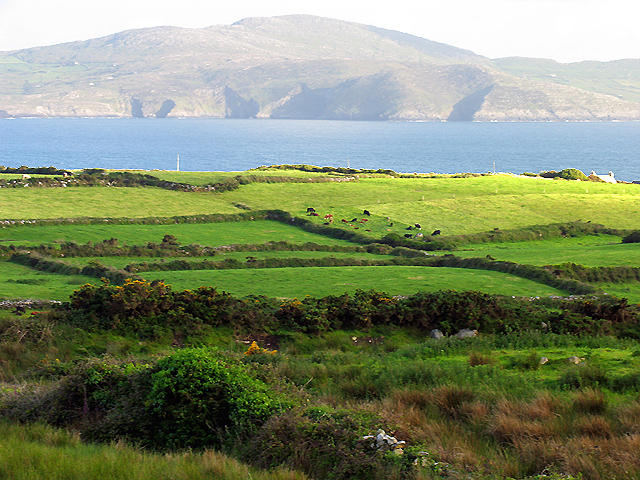
Đồng cỏ gần Ballyieragh, hạt Cork.

Thảm thực vật tươi tốt trên đảo là do khí hậu ôn hòa và thường xuyên có mưa. Về tổng thể, Ireland có khí hậu đại dương ôn hòa song dễ thay đổi với ít cực độ. Khí hậu mang đặc trưng hải đảo và điều độ, tránh được các cực độ về nhiệt độ như nhiều khu vực cùng vĩ độ trên thế giới. Đây là kết quả của gió ẩm điều hòa thường xuất hiện từ Đại Tây Dương.
Mưa rơi suốt năm song về tổng thể là thấp, đặc biệt là tại miền đông. Miền tây có xu hướng mưa nhiều hơn về trung bình và hay gặp bão Đại Tây Dương, đặc biệt là vào cuối thu và đông. Chúng thỉnh thoảng đưa đến các trận gió có tính tàn phá và tổng lượng mưa cao hơn đến các khu vực này, cũng như đôi khi là tuyết và mưa đá. Khu vực phía bắc hạt Galway và phía đông hạt Mayo xảy ra nhiều sét nhất trên đảo, xuất hiện khoảng từ năm đến mười ngày mỗi năm. Munster tại phía nam có ít tuyết rơi nhất, còn Ulster tại phía bắc có tuyết rơi nhiều nhất.
Khu vực nội địa ấm hơn vào mùa hè và lạnh hơn vào mùa đông. Tại các trạm khí hậu nội địa thường có khoảng 40 ngày trong năm có nhiệt độ dưới mức đóng băng 0 °C, trong khi tại các trạm duyên hải có mười ngày. Ireland đôi khi chịu tác động từ các sóng nhiệt, gần đây là vào năm 1995, 2003, 2006 và 2013. Cùng với phần còn lại của châu Âu, Ireland trải qua thời tiết thường xuyên giá lạnh trong mùa đông 2009/10. Nhiệt độ xuống thấp đến −17,2 °C tại hạt Mayo vào ngày 20 tháng 12 và tuyết rơi dày đến một mét tại các vùng núi.

## Động thực vật

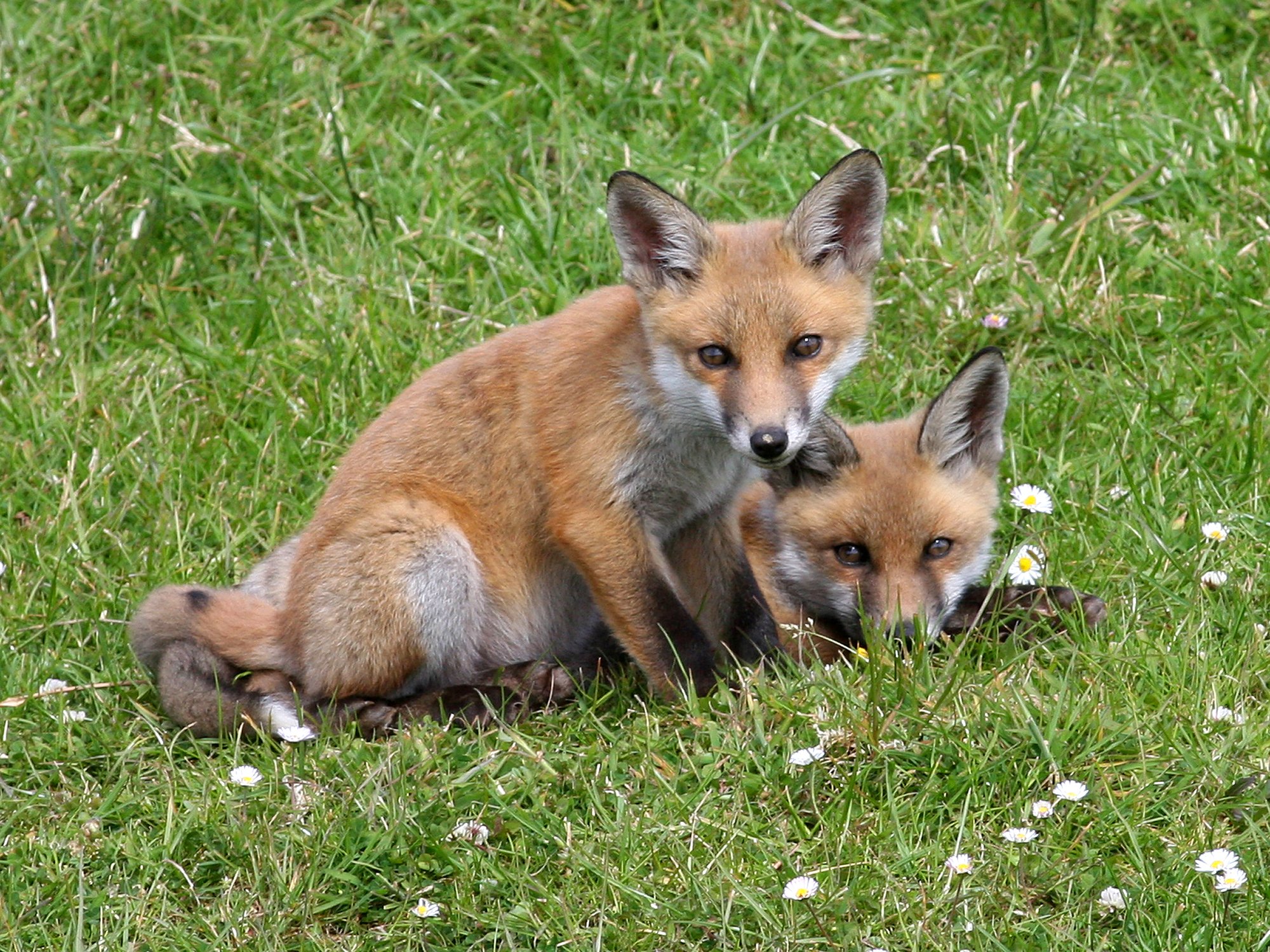
Hai con cáo đỏ tại Gubbeen, hạt Cork.

Do Ireland trở nên biệt lập với châu Âu lục địa trước khi kỷ băng hà cuối hoàn toàn kết thúc, đảo có ít loài động thực vật hơn so với đảo Anh vốn tách khỏi lục địa sau đó. Đảo Ireland có 55 loài thú, và trong đó chỉ có 26 loài thú cạn được cho là loài bản địa của Ireland. Một số loài như cáo đỏ, nhím gai và lửng rất phổ biến, trong khi những loài như thỏ Ireland, hươu đỏ, chồn thông thì hiếm gặp. Động vật hoang dã dưới nước, như rùa biển, cá mập, hải cẩu, cá voi và cá heo phổ biến tại ngoài khơi. Có khoảng 400 loài chim được ghi nhận tại Ireland, nhiều loài trong đó là chim di cư.
Trên đảo có một số loại môi trường sống khác nhau, gồm đất nông nghiệp, đất rừng mở, rừng lá rộng và hỗn hợp ôn đới, đồn điền thông, bãi lầy than bùn và các môi trường duyên hải khác nhau. Tuy nhiên, nông nghiệp chiếm ưu thế trong sử dụng đất trên đảo, hạn chế bảo tồn môi trường tự nhiên, đặc biệt là cho các loài thú hoang cỡ lớn cần lãnh thổ rộng. Do không có động vật ăn thịt đầu bảng cỡ lớn trên đảo ngoại trừ người và chó, nên không thể kiểm soát bằng tự nhiên số lượng các loài động vật như hươu bán hoang dã, mà phải dùng cách tiêu hủy mỗi năm.
Trên đảo không có rắn, loài bò sát bản địa duy nhất trên đảo là thằn lằn thông thường. Nai sừng tấm Ireland, an ca lớn và chó sói là các loài đã tuyệt chủng trên đảo. Một số loài tuyệt chủng từ trước trên đảo như đại bàng vàng được đưa lại đến đảo sau nhiều thập niên. Cho đến thời kỳ Trung Cổ, Ireland có rừng bao phủ nhiều với các loài sồi, thông, bạch dương. Hiện nay, rừng bao phủ khoảng 12,6% diện tích của đảo Ireland, trong đó 4.450 km² thuộc quyền sở hữu của cơ quan lâm nghiệp Ireland.
Tính đến năm 2012, Cộng hoà Ireland là một trong số những nước có tỷ lệ che phủ rừng thấp nhất tại châu Âu. Hầu hết đất đai nay là đồng cỏ và có nhiều loài hoa dại. Cây kim tước (Ulex europaeus) mọc nhiều trên vùng đất cao còn dương xỉ có nhiều tại các khu vực ẩm ướt hơn, đặc biệt là các phần phía tây. Đảo có hàng trăm loài thực vật, trong đó có một số loài đặc hữu bị một số loại cây thân cỏ xâm lấn như cỏ biển Spartina.

### Tác động của nông nghiệp
Do có lịch sử sản xuất nông nghiệp lâu dài, cộng thêm phương thức nông nghiệp thâm canh hiện đại như sử dụng thuốc trừ sâu và phân bón rồi để chất ô nhiễm chảy vào dòng chảy, sông hồ, nên gây tác động lên hệ sinh thái nước ngọt và gây áp lực đến đa dạng sinh học tại Ireland.
Đất dành cho trồng trọt và chăn nuôi làm hạn chế không gian của các loài hoang dã bản địa. Tuy nhiên, các hàng rào cây từ xưa được sử dụng để giữ và phân giới đất trở thành một nơi nương tựa cho các thực vật hoang dã bản địa. Hệ sinh thái này trải dài khắp vùng thôn quê và đóng vai trò là một mạng liên kết các tàn dư vẫn được bảo tồn của hệ sinh thái từng bao phủ đảo. Các khoản trợ cấp theo Đạo luật Nông nghiệp Cộng đồng hỗ trợ tiến hành nông nghiệp theo cách bảo tồn môi trường hàng rào cây và đang được cải cách. Chính sách này trong quá khứ từng trợ cấp cho hoạt động nông nghiệp có khả năng tàn phá, nhưng không hạn chế sử dụng bừa bãi thuốc trừ sâu và phân bón; song các cải cách dần đưa ra các yêu cầu môi trường và yêu cầu khác.
Rừng bao phủ khoảng 12,6% diện tích đảo, hầu hết được xác định cho sản xuất thương mại. Diện tích rừng đặc trưng là gồm các đồn điền độc canh các loài phi bản địa, có thể dẫn đến môi trường sống không phù hợp cho các loài bản địa. Tàn dư của rừng bản địa nằm rải rác quanh đảo, đặc biệt là trong vườn quốc gia Killarney. Các khu vực tự nhiên cần phải có hàng rào để ngăn hươu và cừu nuôi tràn sang. Việc chăn thả quá độ là một trong những yếu tố chính ngăn chặn rừng tái sinh tự nhiên tại nhiều khu vực.

## Kinh tế
Dù hai chính thể trên đảo sử dụng hai đơn vị tiền tệ khác nhau (euro và bảng Anh), song hoạt động thương mại ngày càng gia tăng trên nền tảng toàn Ireland. Điều này được tạo thuận tiện do hai chính thể cùng là thành viên của Liên minh châu Âu có các yêu cầu trong giới kinh doanh và hoạch định chính sách về hình thành một "kinh tế toàn Ireland" để tận dụng lợi thế kinh tế quy mô và nâng cao tính cạnh tranh.
Bên dưới là so sánh GDP khu vực trên đảo Ireland.
| Cộng hoà Ireland: Biên giới, Trung & Tây | Cộng hoà Ireland: Nam & Đông      | Anh Quốc: Bắc Ireland               |
| 30 tỷ euro                               | 142 tỷ euro (Dublin 72,4 tỷ euro) | 43.4 tỷ euro (Belfast 20,9 tỷ euro) |
| 23.700 euro/người                        | 39.900 euro/người                 | 21.000 euro/người                   |

| Diện tích                  | Dân số    | Quốc gia    | Thành phố | GDP 2012 (€) | GDP/người (€) | GDP 2014 (€) | GDP/người (€) |
| -------------------------- | --------- | ----------- | --------- | ------------ | ------------- | ------------ | ------------- |
| Khu vực Dublin             | 1.350.000 | CH Ireland  | Dublin    | 72,4 tỷ      | 57.200        | 87,238 tỷ    | 68.208        |
| Khu vực Tây-Nam            | 670.000   | CH Ireland  | Cork      | 32,3 tỷ      | 48.500        | 33,745 tỷ    | 50.544        |
| Đại Belfast                | 720.000   | Bắc Ireland | Belfast   | 20,9 tỷ      | 33.550        | 22,153 tỷ    | 34.850        |
| Khu vực Tây                | 454.000   | CH Ireland  | Galway    | 13,8 tỷ      | 31.500        | 13,37 tỷ     | 29.881        |
| Khu vực Trung-Tây          | 383.000   | CH Ireland  | Limerick  | 11,4 tỷ      | 30.300        | 12,116 tỷ    | 31.792        |
| Khu vực Đông-Nam           | 510.000   | CH Ireland  | Waterford | 12,8 tỷ      | 25.600        | 14,044 tỷ    | 28.094        |
| Khu vực Trung-Đông         | 558.000   | CH Ireland  | Bray      | 13,3 tỷ      | 24.700        | 16,024 tỷ    | 30.033        |
| Khu vực Biên giới          | 519.000   | CH Ireland  | Drogheda  | 10,7 tỷ      | 21.100        | 10,452 tỷ    | 20.205        |
| Đông của Bắc Ireland       | 430.000   | Bắc Ireland | Ballymena | 9,5 tỷ       | 20.300        | 10,793 tỷ    | 24.100        |
| Khu vực Trung bộ           | 290.000   | CH Ireland  | Athlone   | 5,7 tỷ       | 20.100        | 6,172 tỷ     | 21.753        |
| Tây và Nam của Bắc Ireland | 400.000   | Bắc Ireland | Newry     | 8,4 tỷ       | 19.300        | 5,849 tỷ     | 20.100        |
| Bắc của Bắc Ireland        | 280.000   | Bắc Ireland | Derry     | €5,5 tỷ      | 18.400        | 9,283 tỷ     | 22.000        |
| Tổng                       | 6,6 triệu |             |           | 216,7 tỷ     |               | 241 tỷ       |               |

### Du lịch

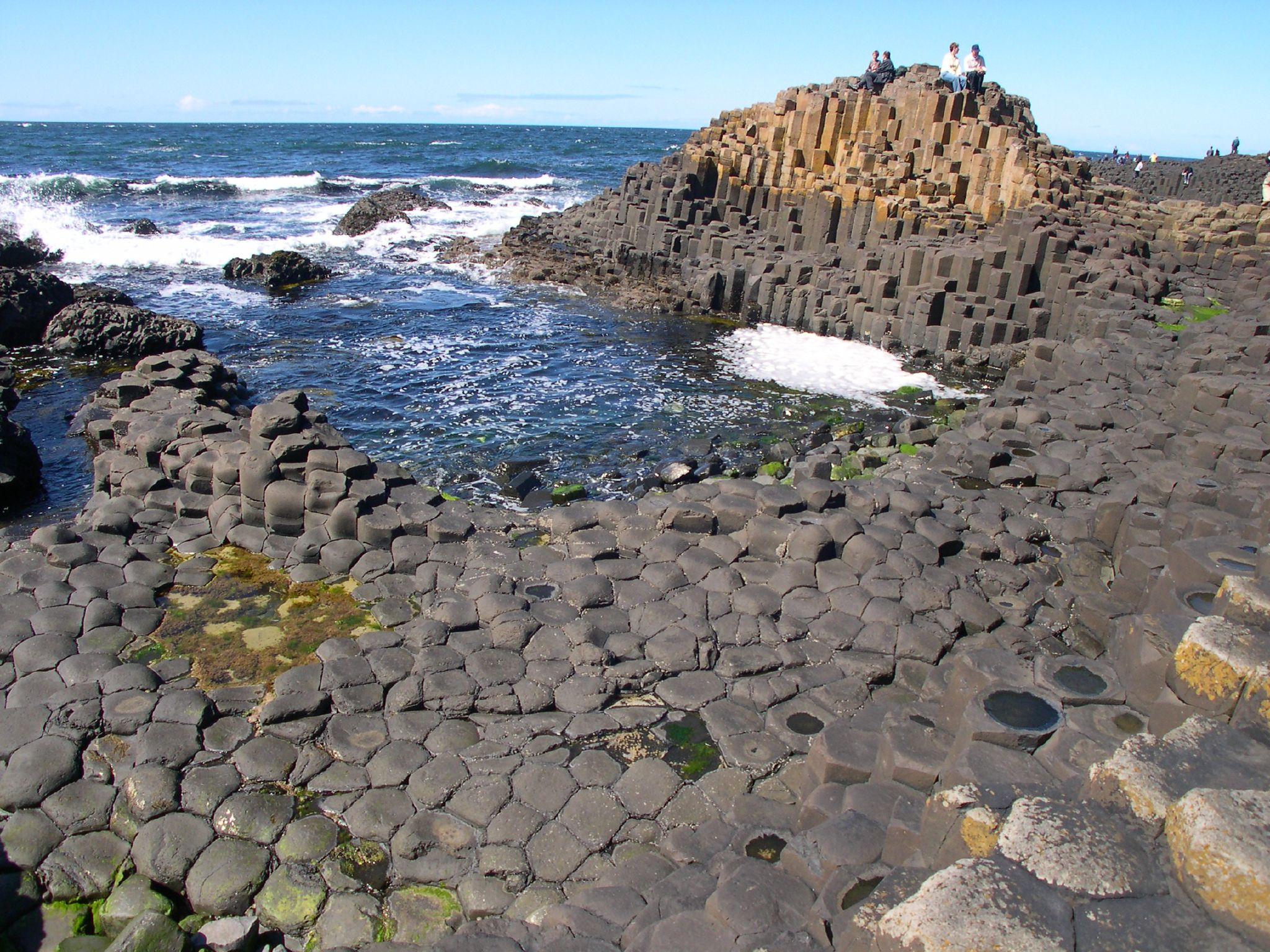
Giant's Causeway thuộc hạt Antrim.

Ireland có 3 di sản thế giới: Brú na Bóinne, Skellig Michael và Giant's Causeway. Một số địa điểm khác có trong danh sách đề cử là Burren, Ceide Fields.
Một số địa điểm có nhiều khách đến thăm nhất tại Ireland là Thành Bunratty, Rock of Cashel, Vách đá Moher, Tu viện Holy Cross và Thành Blarney. Các di tích tu viện có tầm quan trọng lịch sử là Glendalough và Clonmacnoise, chúng là các công trình kỷ niệm quốc gia tại Cộng hoà Ireland.
Dublin là khu vực có đông du khách nhất và có một vài điểm thu hút nhiều du khách như Nhà kho Guinness và Phúc Âm Kells. Phía tây và tây nam có nhóm hồ Killarney và bán đảo Dingle thuộc hạt Kerry và Connemara cùng quần đảo Aran thuộc hạt Galway, là các điểm du khách nổi tiếng.
Đảo Achill nằm ngoài khơi hạt Mayo và là đảo lớn nhất Ireland nếu không tính đảo chính. Đây là điểm du lịch nổi tiếng đối với môn lướt sóng và có 5 bãi biển đạt chứng nhận Blue Flag, còn Croaghaun là một trong các vách núi biển cao nhất thế giới. Những ngôi nhà trang nghiêm kiểu Anh được xây dựng trong các thế kỷ XVII, XVIII và XIX tại Palladian theo phong cách tân cổ điển và tân Gothic, như Castle Ward, Castletown House, Bantry House, Thành Glenveagh cũng được du khách quan tâm. Một số được chuyển đổi thành khách sạn, chẳng hạn Thành Ashford, Thành Leslie và Thành Dromoland.

### Năng lượng

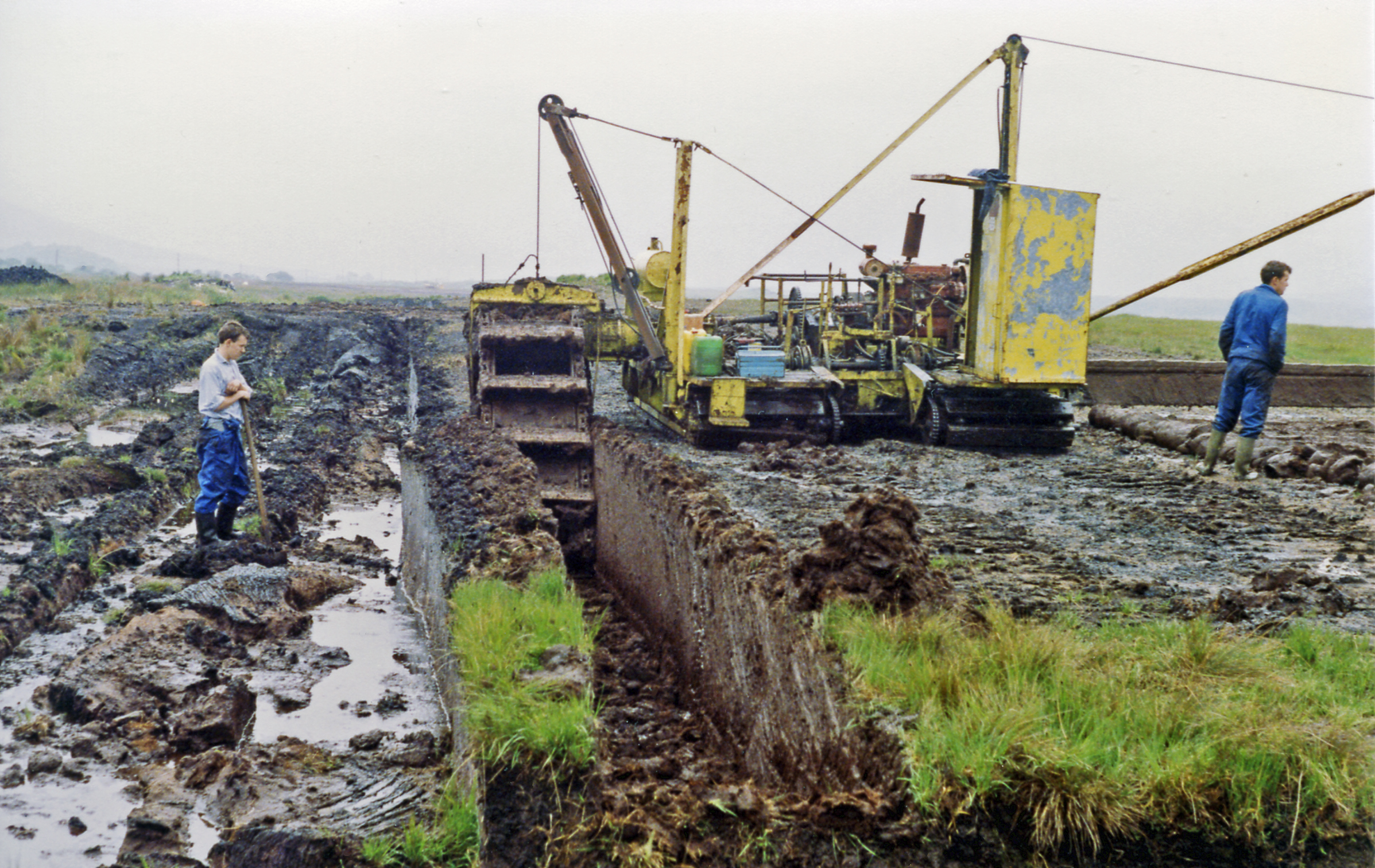
Đào than bùn tại hạt Galway.

Ireland có một ngành cổ xưa là dựa vào than bùn để làm nguồn năng lượng cho các gia đình sử dụng. Nguồn nhiệt này là một dạng năng lượng sinh khối và vẫn được sử dụng rộng rãi tại các khu vực nông thôn. Tuy nhiên, do tầm quan trọng của đất than bùn đối với lưu giữ cacbon và do nó hiếm có, Liên minh châu Âu có nỗ lực nhằm bảo tồn môi trường sống này bằng cách phạt Ireland nếu đào chúng lên. Trong các thành phố, nhiệt thường được cung cấp bằng dầu đốt lò, song một số nhà cung cấp phân phối "đất mặt than bùn" làm "nhiên liệu không khói".
Đảo Ireland có một thị trường điện đơn nhất. Trong phần lớn thời gian, mạng lưới điện của Cộng hoà Ireland và Bắc Ireland hoàn toàn tách biệt. Tuy nhiên, trong thời gian qua chúng được liên kết bằng ba tuyến và cũng được liên kết qua đảo Anh đến châu Âu lục địa. Tình hình tại Bắc Ireland phức tạp do các công ty tư nhân không cung ứng đủ điện năng cho Điện lực Bắc Ireland (NIE). Tại Cộng hoà Ireland, ESB thất bại trong việc hiện đại hoá các trạm điện và năng suất của các nhà máy điện ở mức tệ hại so với Tây Âu. EirGrid xây dựng một tuyến truyền tải dòng một chiều cao áp giữa đảo Ireland và đảo Anh với công suất 500 MW.
Mạng phân phối khí đốt cũng liên kết toàn đảo, có đường ống nối Gormanston thuộc hạt Meath, và Ballyclare thuộc hạt Antrim hoàn thành vào năm 2007. Hầu hết khí đốt của Ireland đến từ liên kết giữa Twynholm tại Scotland và Ballylumford thuộc hạt Antrim và Loughshinny thuộc hạt Dublin. Nguồn cung giảm đi từ mỏ khí đốt Kinsale ngoài khơi hạt Cork và mỏ khí Corrib ngoài khơi hạt Mayo vẫn chưa có đường ống.
Cộng hoà Ireland biểu thị cam kết mạnh mẽ đối với năng lượng tái tạo, xếp hạng nhất trong 10 thị trường đầu tư công nghệ sạch theo chỉ số kinh tế xanh toàn cầu năm 2014.

## Nhân khẩu

Tỷ lệ cư dân đảo Ireland tự nhận là tín đồ Công giáo La Mã năm 2011, Tin Lành là tôn giáo lớn nhất tại Bắc Ireland.

Tôn giáo lớn nhất trên đảo Ireland là Cơ Đốc giáo, giáo phái lớn nhất là Công giáo do có trên 73% cư dân trên đảo tin theo (khoảng 87% cư dân Cộng hoà Ireland). Hầu hết các cư dân còn lại là thành viên của các giáo phái Tin Lành (khoảng 48% cư dân Bắc Ireland). Giáo phái Tin Lành lớn nhất là Giáo hội Ireland của Anh giáo. Cộng đồng Hồi giáo đang phát triển tại Ireland, hầu hết là do nhập cư gần đây, với tỷ lệ tăng trưởng 50% tại Cộng hoà Ireland trong giai đoạn 2006-2011. Khoảng 4% dân số Cộng hoà Ireland và khoảng 14% dân số Bắc Ireland tự nhận là không theo tôn giáo. Trong một nghiên cứu vào năm 2010, 32% số người trả lời nói rằng họ tới buổi lễ tôn giáo trên một lần mỗi tuần.
Dân số Ireland gia tăng nhanh chóng từ thế kỷ XVI cho đến giữa thế kỷ XIX, bị gián đoạn một thời gian ngắn do nạn đói năm 1740-41 khiến gần 2/3 dân số trên đảo thiệt mạng. Dân số khôi phục và tăng cấp số nhân trong thế kỷ sau, song nạn đói trong thập niên 1840 khiến một triệu người thiệt mạng và buộc hơn một triệu người di cư ngay lập tức. Trong thế kỷ sau đó, dân số giảm còn hơn một nửa, trong khi vào thời gian này xu hướng chung của các quốc gia châu Âu là dân số tăng trung bình ba lần.

### Phân chia và định cư
Theo truyền thống, đảo Ireland được phân thành bốn tỉnh: Connacht (tây), Leinster (đông), Munster (nam) và Ulster (bắc). Theo một hệ thống được phát triển từ thế kỷ XIII đến thế kỷ XVII, Ireland có 32 hạt truyền thống. 26 hạt trong số đó thuộc Cộng hòa Ireland và 6 hạt thuộc Bắc Ireland. Sáu hạt truyền thống thuộc Bắc Ireland đều thuộc tỉnh Ulster (tỉnh này có 9 hạt truyền thống). Do đó, Ulster thường được sử dụng đồng nghĩa với Bắc Ireland, song hai địa danh không có chung ranh giới.
Tại Cộng hoà Ireland, các hạt tạo thành cơ sở cho hệ thống chính quyền địa phương. Các hạt Dublin, Cork, Limerick, Galway, Waterford và Tipperary bị tách thành các khu vực hành chính nhỏ hơn. Tuy nhiên, chúng vẫn được xem như hạt vì mục đích văn hóa và các mục đích chính thức khác, như bưu chính và đo đạc địa hình. Các hạt tại Bắc Ireland không còn được sử dụng cho mục đích chính quyền địa phương, song ranh giới truyền thống của chúng vẫn được sử dụng cho các mục đích phi chính thức như giải đấu thể thao và trong văn hóa hay du lịch.
Vị thế thành phố tại đảo Ireland được xác định theo pháp luật hoặc chiếu chỉ. Đại Dublin có trên một triệu cư dân, là thành phố lớn nhất trên đảo. Belfast có 579.726 cư dân, là thành phố lớn nhất tại Bắc Ireland. Vị thế thành phố không tương xứng trực tiếp với quy mô dân số, chẳng hạn Armagh có 14.590 dân song có hội sở của Giáo hội Ireland theo Anh giáo và Tổng giám mục Toàn Ireland theo Công giáo và được tái xác định là thành phố vào năm 1914. Tại Cộng hoà Ireland, Kilkenny từng là trị sở của gia tộc Butler, dù không còn là thành phố trong mục đích hành chính, song theo luật vẫn được sở dụng nó để mô tả.

### Di cư

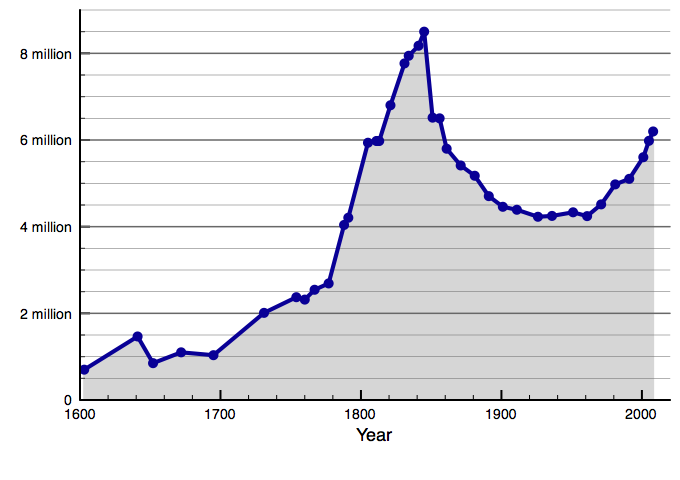
Dân số Ireland từ năm 1603 cho thấy hậu quả của nạn đói lớn 1845–49

Dân số đảo Ireland sụt giảm đáng kể trong nửa cuối thế kỷ XIX. Dân số đạt trên 8 triệu vào năm 1841 song giảm còn hơn 4 triệu vào năm 1921. Dân số giảm một phần là do có nhiều người thiệt mạng trong nạn đói lớn từ năm 1845 đến năm 1852, với con số 1 triệu. Tuy nhiên, nguyên nhân lớn hơn khiến dân số suy giảm là tình trạng kinh tế tệ hại trên đảo, khiến cho văn hoá di cư ăn sâu cho đến cuối thế kỷ XX.
Di cư từ Ireland trong thế kỷ XIX góp phần làm gia tăng dân số tại Anh, Hoa Kỳ, Canada và Úc, tại những nơi này có cộng đồng người Ireland tha hương quy mô lớn. Tính đến  năm 2006, 4,3 triệu người Canada, tức 14% dân số, có tổ tiên Ireland. Tính đến  năm 2013, tổng cộng 34,5 triệu người Mỹ tự nhận có tổ tiên Ireland.
Do kinh tế ngày càng thịnh vượng vào cuối thế kỷ XX, Ireland trở thành một điểm đến cho những người nhập cư. Kể từ khi Liên minh châu Âu mở rộng bao gồm Ba Lan vào năm 2004, người Ba Lan chiếm số lượng di dân lớn nhất (trên 150.000 người) đến từ Trung Âu. Ngoài ra, cón có số lượng đáng kể di dân đến từ Litva, Séc và Latvia.
Cộng hoà Ireland trải qua nhập cư quy mô lớn, có 420.000 ngoại kiều vào năm 2006, chiếm khoảng 10% dân số. Một phần tư số ca sinh (24 %) trong năm 2009 là từ các bà mẹ sinh ra bên ngoài Ireland. người Hoa, người Nigeria và các quốc gia châu Phi khác chiếm một tỷ lệ lớn di dân ngoài Liên minh châu Âu tại Ireland. Có đến 50.000 công nhân nhập cư từ Đông và Trung Âu rời khỏi Cộng hoà Ireland khi nước này lâm vào khủng hoảng tài chính.

### Ngôn ngữ

Tỷ lệ người tự nhận có thể nói tiếng Ireland theo điều tra nhân khẩu năm 2011.

Hai ngôn ngữ chính tại Ireland là tiếng Ireland và tiếng Anh, chúng đều có đóng góp lớn cho văn học. Tiếng Ireland nay là ngôn ngữ thiểu số song vẫn có địa vị chính thức tại Cộng hoà Ireland, đây là tiếng mẹ đẻ của cư dân Ireland trong hơn hai nghìn năm. Ngôn ngữ Ireland có chữ viết sau khi đảo được Cơ Đốc giáo hóa vào thế kỷ V, ngôn ngữ này còn được truyền bá đến Scotland và đảo Man rồi tiến hóa thành tiếng Gael Scotland và tiếng Man. Tiếng Ireland bị suy thoái dưới thời Anh cai trị song vẫn là ngôn ngữ đa số cho đến đầu thế kỷ XIX và kể từ đó trở thành ngôn ngữ thiểu số, song các nỗ lực phục hồi đang tiếp tục trên toàn đảo.
Gaeltacht là các khu vực nói tiếng Ireland, tại những nơi này vẫn xảy ra hiện tượng suy thoái ngôn ngữ. Các khu vực Gaeltacht chính nằm về phía tây của đảo, tại Donegal, Mayo, Galway và Kerry cùng các khu vực Gaeltacht nhỏ gần Dungarvan thuộc Waterford, Navan, tại Meath. Tiếng Ireland là một môn học bắt buộc trong hệ thống giáo dục công tại Cộng hòa Ireland, và nhiều trường giảng dạy bằng tiếng Ireland được thành lập tại cả hai phần của đảo.
Tiếng Anh được đưa đến Ireland lần đầu tiên khi người Norman xâm chiếm. Khi đó, nó là ngôn ngữ của số ít nông dân và thương nhân đến từ Anh và phần lớn bị tiếng Ireland thay thế trước khi triều Tudor chinh phục Ireland. Nó trở thành ngôn ngữ chính thức sau các cuộc chinh phục của triều Tudor và Cromwell. Các đồn điền Ulster khiến tiếng Anh có chỗ đứng vững chắc tại Ulster và nó duy trì là ngôn ngữ chính thức; thượng lưu tại nơi khác, các tù trưởng và quý tộc nói tiếng Ireland bị hạ bệ. Chuyển đổi ngôn ngữ trong thế kỷ XIX thay thế tiếng Ireland bằng tiếng Anh khi đại đa số cư dân trên đảo có ngôn ngữ thứ nhất là tiếng Anh.
Ngày nay, dưới 10% cư dân Cộng hoà Ireland nói tiếng Ireland thường xuyên ngoài hệ thống giáo dục và 38% những người trên 15 tuổi được phân loại là "người nói tiếng Ireland". Tại Bắc Ireland, tiếng Ireland được công nhận chính thức, có các biện pháp bảo hộ cụ thể, còn các phương ngữ Scot Ulster có vị thế bảo hộ thấp hơn. Kể từ thập niên 1960, do nhập cư gia tăng, có nhiều ngôn ngữ được đưa tới đảo, đặc biệt là từ châu Á và Đông Âu.
Tiếng Shelta là ngôn ngữ của người Ireland du cư, là một ngôn ngữ bản địa của Ireland.

## Văn hoá

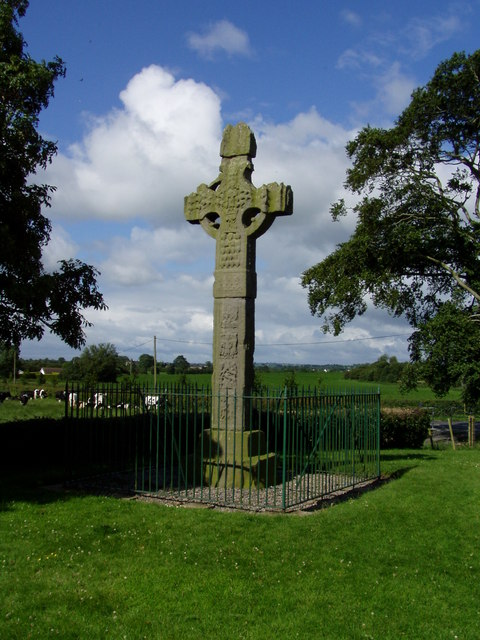
Cây thập tự Ardboe tại hạt Tyrone.

Văn hoá Ireland bao gồm yếu tố của văn hóa của các dân tộc cổ đại, ảnh hưởng văn hóa của di dân về sau và của truyền thông (chủ yếu là văn hóa Gael, Anh hoá, Mỹ hóa và các khía cạnh của văn hóa châu Âu rộng hơn). Về tổng quát, Ireland được nhìn nhận là một trong số các quốc gia Celt, cùng với Scotland, Wales, Cornwall, đảo Man và Bretagne. Sự kết hợp các ảnh hưởng văn hóa này có thể thấy được trong các thiết kế phức tạp có tên là đan xen kiểu Ireland hay trang trí dây bện Celt. Có thể trông thấy chúng trong cách trang trí các công trình Trung Cổ và thế tục. Phong cách này hiện vẫn phổ biến trong nghệ thuật kim cương và tạo hình, cũng như là phong cách đặc trưng trong âm nhạc và vũ đạo truyền thống Ireland, và trở thành chỉ dấu của văn hoá "Celt" hiện đại nói chung.
Tôn giáo giữ vai trò đáng kể trong sinh hoạt văn hóa trên đảo kể từ thời cổ đại (và từ khi xuất hiện các đồn điền trong thế kỷ XVII thì tập trung vào bản sắc và phân chia chính trị trên đảo). Di sản tiền Cơ Đốc của Ireland kết hợp cùng Giáo hội Celt sau khi có các đoàn truyền giáo của Thánh Patrick trong thế kỷ V. Các đoàn truyền giáo Ireland-Scotland có khởi đầu là tu sĩ người Ireland Columba, chúng giúp truyền bá mô hình Cơ Đốc giáo Ireland đến Anh và Francia ngoại giáo. Các đoàn truyền giáo này đưa ngôn ngữ thành văn đến cộng đồng mù chữ tại châu Âu trong Thời kỳ Đen tối sau khi La Mã sụp đổ, khiến Ireland giành được biệt hiệu là "đảo của các thánh và học giả".

### Nghệ thuật

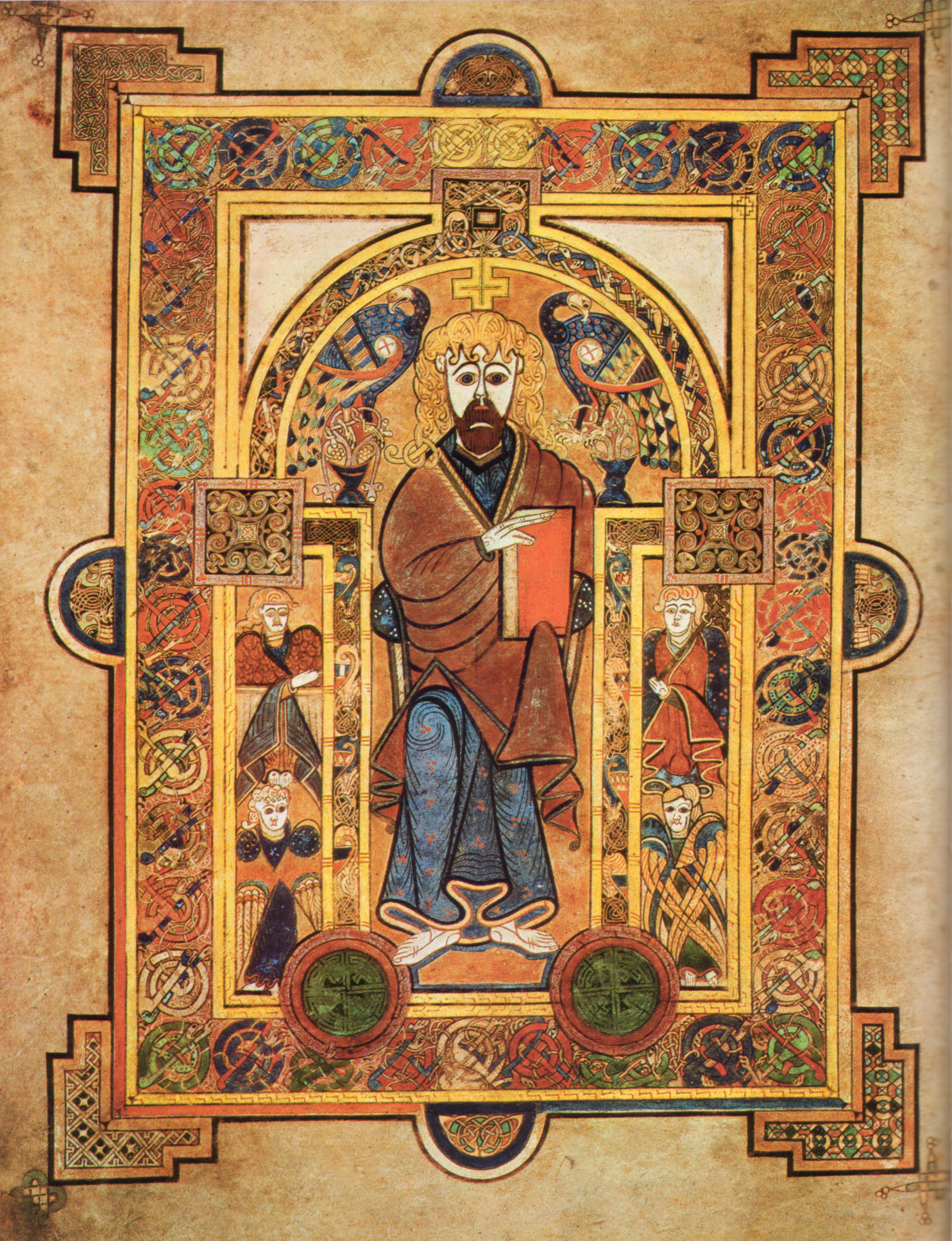
Trang minh hoạ trong Phúc Âm Kells

Ireland có đóng góp lớn cho văn học thế giới trong tất cả các thể loại, đặc biệt là văn học Anh ngữ. Thơ tiếng Ireland nằm trong số thơ tiếng bản địa cổ nhất tại châu Âu, có các mẫu vật sớm nhất có niên đại từ thế kỷ VI. Trong văn học Anh ngữ, Jonathan Swift là một nhà văn trào phúng lỗi lạc, rất nổi tiếng trong thời gian của ông với các tác phẩm như Gulliver du kí và A Modest Proposal, còn Oscar Wilde hầu như nổi tiếng nhờ các lời nhận xét tế nhị của ông.
Trong thế kỷ XX, Ireland có bốn người đoạt giải Nobel văn học là George Bernard Shaw, William Butler Yeats, Samuel Beckett và Seamus Heaney. Dù không được giải Nobel, song James Joyce được nhìn nhận phổ biến là một trong các nhà văn quan trọng nhất của thế kỷ XX. Tiểu thuyết Ulysses vào năm 1922 của ông được cho là một trong số các tác phẩm quan trọng nhất của văn học hiện đại chủ nghĩa và cuộc đời ông được kỷ niệm thường niên vào ngày 16 tháng 6 tại Dublin với tên gọi "Bloomsday". Văn học Ireland hiện đại thường liên kết với di sản nông thôn trên đảo thông qua các nhà văn như John McGahern và các nhà thơ như Seamus Heaney.
Có bằng chứng về âm nhạc hiện diện tại Ireland từ thời tiền sử. Mặc dù trong sơ kỳ Trung Cổ giáo hội "hầu như không tương đồng với đối tác của họ tại châu Âu lục địa", song tồn tại trao đổi đáng kể giữa các khu tu sĩ tại Ireland và phần còn lại của châu Âu, đóng góp cho thể loại được gọi là bình ca Gregoriano. Bên ngoài cơ sở tôn giáo, Ireland Gel thời kỳ đầu gồm bộ ba thể loại nhạc khóc (goltraige), nhạc cười (geantraige) và nhạc ngủ (suantraige). Âm nhạc thanh âm và nhạc cụ được truyền bá bằng cách truyền khẩu, song đàn hạc Ireland quan trọng đến mức trở thành biểu trưng quốc gia của Ireland. Âm nhạc cổ điển theo mô hình châu Âu phát triển sớm nhất tại các khu vực đô thị, trong các cơ sở nằm dưới quyền cai trị của người Ireland gốc Anh như Lâu đài Dublin, Nhà thờ Lớn St Patrick's và Christ Church, và Messiah (1742) của Handel nằm trong số tác phẩm nổi bật của thời kỳ baroque. Trong thế kỷ XIX, các buổi hoà nhạc công cộng khiến âm nhạc cổ điển đến với mọi tầng lớp xã hội, song vì nguyên nhân chính trị và tài chính nên những nhà soạn nhạc người Ireland nổi tiếng khi đó là những người di cư khỏi đảo.
Âm nhạc và vũ đạo truyền thống Ireland trở nên nổi tiếng toàn cầu kể từ thập niên 1960. Vào những năm giữa thế kỷ XX, xã hội Ireland trải qua hiện đại hóa, âm nhạc truyền thống không còn được ưa chuộng, đặc biệt là tại các khu vực đô thị. Tuy nhiên trong thập niên 1960, diễn ra phong trào khôi phục quan tâm đến âm nhạc truyền thống Ireland với các ban nhạc tiên phong là The Dubliners, The Chieftains, The Wolfe Tones, Clancy Brothers, Sweeney's Men và các cá nhân như Seán Ó Riada và Christy Moore. Các nhóm nhạc và nhạc sĩ như Horslips, Van Morrison và Thin Lizzy kết hợp các yếu tố trong âm nhạc truyền thống Ireland vào nhạc rock đương đại, và trong thập niên 1970 và 1980 khác biệt giữa nhạc sĩ truyền thống và rock trở nên mờ nhạt. Có thể nhận thấy xu hướng này gần đây hơn trong tác phẩm của các nghệ sĩ như Enya, The Saw Doctors, The Corrs, Sinéad O'Connor, Clannad, The Cranberries và The Pogues.
Nghệ thuật tạo hình và điêu khắc sớm nhất được biết đến tại Ireland là các chạm khắc thời kỳ đồ đá mới tại các di chỉ như Newgrange và có vết tích qua các đồ tạo tác thời kỳ đồ đồng và các chạm khắc tôn giáo và các thủ bản chiếu sáng thời Trung Cổ. Trong thế kỷ XIX và XX, có một truyền thống mạnh về hội họa xuất hiện, với các nhân vật như John Butler Yeats, William Orpen, Jack Yeats và Louis le Brocquy. Các nghệ sĩ thị giác Ireland đương đại nổi tiếng gồm có Sean Scully, Kevin Abosch, và Alice Maher.

### Khoa học

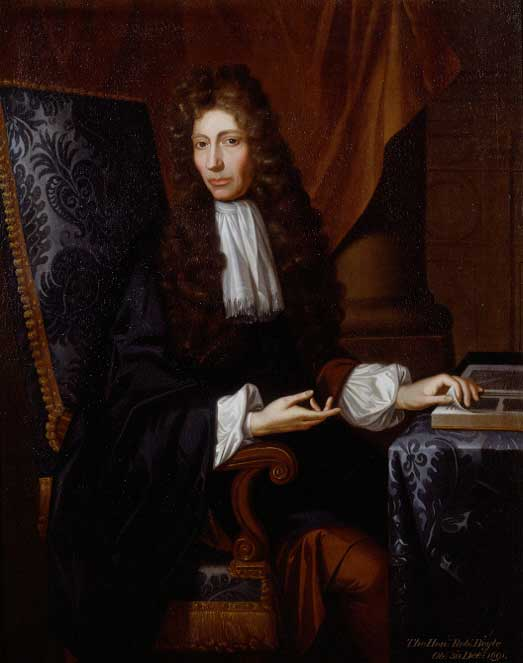
Robert Boyle xây dựng định luật Boyle.

Nhà triết học và thần học người Ireland Johannes Scotus Eriugena được cho là nằm trong số trí thức hàng đầu vào sơ kỳ Trung Cổ. Nhà thám hiểm người Ireland Ernest Henry Shackleton là một trong các nhân vật chính thám hiểm châu Nam Cực. Ông cùng đoàn thám hiểm của mình là những người đầu tiên tiếp cận núi Erebus và khám phá địa điểm gần đúng của Cực Nam từ. Robert Boyle là một trong những người sáng lập hóa học hiện đại và nổi tiếng vì xây dựng định luật Boyle. Nhà vật lý học thế kỷ XIX John Tyndall phát hiện hiệu ứng Tyndall. Nicholas Callan phát minh cuộn cảm, biến áp, và phương thức ban đầu của mạ điện vào thế kỷ XIX.
Nhà vật lý học người Ireland Ernest Walton giành giải Nobel vật lý năm 1951. Ông cùng với John Cockcroft là người đầu tiên phân tách hạt nhân nguyên tử bằng phương pháp nhân tạo và có đóng góp cho phát triển một thuyết mới về phương trình sóng. Nam tước xứ Kelvin là William Thomson là người được lấy danh để đặt cho đơn vị nhiệt độ tuyệt đối Kelvin. Joseph Larmor tạo ra các phát kiến trong hiểu biết về điện học, động lực học, nhiệt động lực học và thuyết điện tử về vật chất. Tác phẩm có ảnh hưởng nhất của ông là Aether and Matter, một cuốn sách về vật lý lý thuyết phát hành vào năm 1900.
George Johnstone Stoney giới thuật thuật ngữ electron vào năm 1891. John Stewart Bell là người tạo ra định lý Bell và một bài viết liên quan đến phát hiện tính dị thường Bell-Jackiw-Adler. Các nhà toán học đáng chú ý gồm có William Rowan Hamilton, nổi tiếng với công trình về cơ học cổ điển và phát minh bộ bốn quaternion. Francis Ysidro Edgeworth có đóng góp trong hộp Edgeworth và nó vẫn duy trì ảnh hưởng trong thuyết kinh tế vi mô tân cổ điển cho đến nay; trong khi Richard Cantillon truyền cảm hứng cho Adam Smith và những người khác. John B. Cosgrave là một chuyên gia trong lý thuyết số và phát hiện một số nguyên tố 2000 số vào năm 1999 và một hợp số Fermat kỷ lục vào năm 2003. John Lighton Synge đóng góp vào phát triển của nhiều lĩnh vực khoa học, bao gồm cơ học và phương pháp hình học trong thuyết tương đối rộng. Kathleen Lonsdale sinh tại Ireland và nổi tiếng vì công trình của bà về tinh thể học.

### Thể thao
Trong hầu hết các môn thể thao, có một đội tuyển quốc tế duy nhất đại diện toàn đảo Ireland. Ngoại lệ đáng chú ý là bóng đá, song trước thập niên 1950 thì hai hiệp hội bóng đá vẫn tổ chức các đội tuyển quốc tế với tên gọi "Ireland". Bóng đá Gaelic là môn thể thao phồ biến nhất tại Ireland xét theo số khán giả theo dõi thi đấu và quy mô tham gia của cộng đồng, với khoảng 2.600 câu lạc bộ trên đảo. Năm 2003, bóng đá Gaelic chiếm 34% tổng số khán giả thể thao, tiếp đến là hurling với 23%, bóng đá với 16% và rugby với 8% và chung kết bóng đá Gaelic toàn Ireland là sự kiện được theo dõi nhiều nhất vào mỗi mùa thể thao. Bóng đá là môn thể thao đội tuyển được chơi phổ biến nhất tại Bắc Ireland. Bơi, golf, aerobic, bóng đá, đi xe đạp, bóng đá Gaelic và billiards/snooker là các hoạt động thể thao có mức độ tham gia cao nhất.

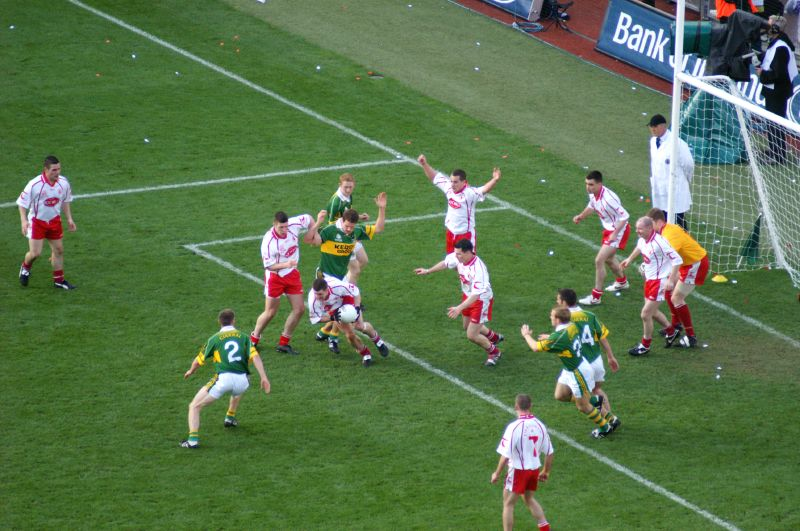
Tyrone và Kerry tại chung kết giải bóng đá chuyên nghiệp toàn Ireland năm 2005

Bóng đá Gaelic, hurling và bóng ném Gaelic là các môn thể thao truyền thống Ireland được phổ biến nhất, chúng được gọi chung là thể thao Gaelic. Các môn thể thao Gaelic chủ yếu nằm dưới quyền quản lý của Hiệp hội Thể thao Gaelic (GAA). Trụ sở của hiệp hội (và sân vận động chính trên đảo) là sân Croke Park có sức chứa 82.500 người tại phía bắc Dublin. Mọi vận động viên thuộc hiệp hội đều là nghiệp dư, dù có thi đấu ở cấp cao nhất, họ không nhận lương song được phép nhận một lượng thu nhập hạn chế liên quan đến thể thao đến từ các nhà tài trợ thương mại.
Hiệp hội Bóng đá Ireland (IFA) ban đầu là thể chế quản lý bóng đá trên toàn đảo. Bóng đá được chơi theo cách có tổ chức tại Ireland kể từ thập niên 1870, Cliftonville F.C. tại Belfast là câu lạc bộ bóng đá lâu năm nhất tại Ireland. Bóng đá trở thành môn thể thao phổ biến nhất quanh Belfast và tại Ulster, đặc biệt là trong các thập niên đầu. Năm 1921, các câu lạc bộ có trụ sở tại Dublin tách ra để thành lập Hiệp hội Bóng đá Nhà nước Ireland Tự do. Hiện nay, hiệp hội miền nam đảo mang tên Hiệp hội Bóng đá Ireland (FAI). FAI được FIFA công nhận vào năm 1923, song IFA và FAI tiếp tục tuyển chọn thành viên đội tuyển từ toàn đảo Ireland, một số cầu thủ thi đấu quốc tế cho cả hai đội tuyển. Năm 1950, FIFA chỉ đạo các hiệp hội chỉ tuyển chọn cầu thủ trong lãnh thổ tương ứng của họ, và đến năm 1953 thì chỉ đạo rằng đội tuyển của FAI được gọi là "Cộng hòa Ireland" và đội tuyển của IFA được gọi là "Bắc Ireland". Bắc Ireland giành quyền tham gia vòng chung kết Giải vô địch bóng đá thế giới vào các năm 1958, 1982 và 1986. Cộng hòa Ireland cũng giành quyền tham gia vòng chung kết giải đấu này vào các năm 1990, 1994, 2002. Trên toàn đảo Ireland, có sự quan tâm đáng kể đến giải Ngoại hạng Anh, và trên mức độ thấp hơn là Ngoại hạng Scotland.
Ireland có một đội tuyển quốc gia chung trong môn bóng bầu dục và có hiệp hội chung là Liên đoàn Bóng bầu dục Ireland (IRFU). Đội tuyển bóng bầu dục Ireland thi đấu tại tất cả các mùa giải vô địch thế giới, từng nhiều lần vào đến tứ kết. Ireland từng đăng cai giải vô địch bóng bầu dục thế giới trong các năm 1991 và 1999. Bóng bầu dục Ireland ngày càng tăng tính cạnh tranh ở cả cấp quốc tế và địa phương từ khi môn thể thao này được chuyên nghiệp hoá vào năm 1994. Ngoài ra, Ireland ngày càng thành công tại giải vô địch bóng bầu dục sáu quốc gia châu Âu.

### Ẩm thực

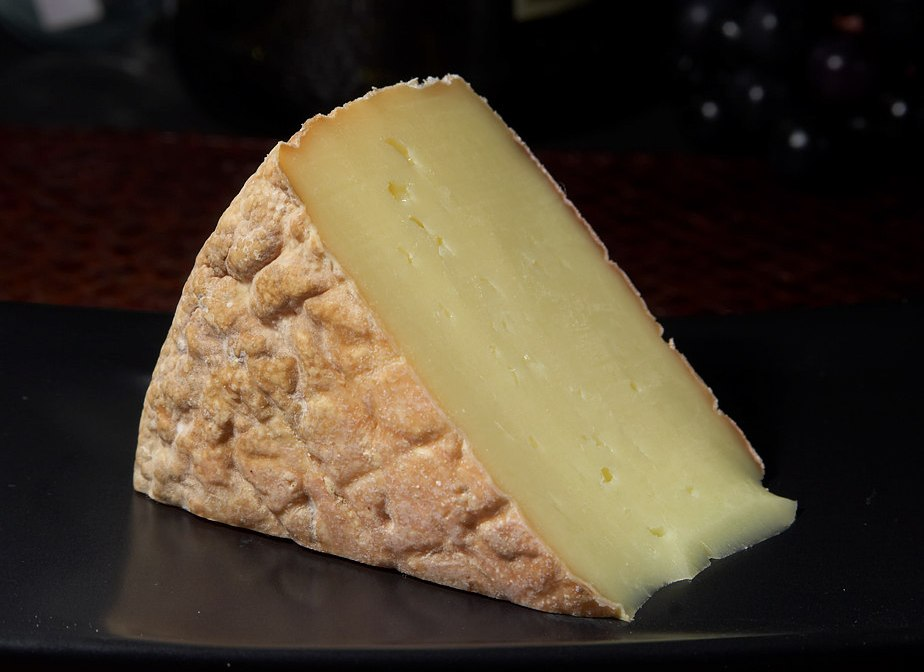
Pho mát Gubbeen là một ví dụ về sự hồi sinh của pho mát kiểu Ireland

Ẩm thực Ireland chịu ảnh hưởng từ cây trồng và vật nuôi trong khí hậu ôn hoà trên đảo, và từ hoàn cảnh xã hội-chính trị trong lịch sử. Chẳng hạn, từ thời kỳ Trung Cổ cho đến khi du nhập khoai tây vào thế kỷ XVI thì đặc điểm chi phối của kinh tế Ireland là chăn nuôi gia súc, số lượng gia súc mà một người sở hữu tương đương với địa vị xã hội của họ. Do đó, những người chăn nuôi tránh giết bò sữa. Vì thế, thịt lợn và thịt trắng phổ biến hơn thịt bò, và thịt muối cùng bơ muối là trung tâm trong bữa ăn tại Ireland kể từ thời Trung Cổ. Kể từ khi khoai tây được đưa đến vào nửa cuối thế kỷ XVI, nó có ảnh hưởng lớn đến ẩm thực trên đảo. Bần cùng khiến người dân sử dụng khoai tây và đến giữa thế kỷ XIX đại đa số cư dân có bữa ăn là khoai tây và sữa. Một gia đình điển hình gồm vợ chồng và bốn con ăn hết 18 stone (110 kg) khoai tây mỗi tuần. Do đó, các món ăn được cho là món ăn dân tộc có cách thức nấu không tinh tế, như món hầm Ireland, thịt muối và cải bắp, bánh kếp khoai tây boxty, món colcannon gồm khoai tây nghiền cùng với cải xoăn hoặc cải bắp.
Kể từ một phần tư cuối của thế kỷ XX, khi Ireland trở nên thịnh vượng, văn hóa ẩm thực Ireland mới dựa trên các nguyên liệu truyền thống kết hợp các ảnh hưởng quốc tế đã xuất hiện. Nền ẩm thực này dựa trên rau cá tươi (đặc biệt là cá hồi, cá hồi chấm, hàu, trai), cũng như các loại bánh mì soda truyền thống và các loại pho mát thủ công đa dạng được sản xuất khắp nơi. Một ví dụ về nền ẩm thực mới này là "Dublin Lawyer": tôm hùm nấu trong whiskey và kem. Tuy nhiên, khoai tây vẫn là một đặc điểm cơ bản trong nền ẩm thực này và Ireland vẫn là nơi tiêu thụ khoai tây bình quân cao nhất tại châu Âu.
Ireland từng chi phối thị trường whiskey thế giới khi sản xuất 90% lượng whiskey vào lúc đầu thế kỷ XX. Tuy nhiên, do hậu quả từ hành vi bán rượu lậu khi Hoa Kỳ cấm rượu (họ bán whiskey chất lượng kém với nhãn hiệu giống như của Ireland khiến dân chúng mất đi niềm tin vào nhãn hiệu Ireland) và thuế quan đối với whiskey của Ireland trên khắp Đế quốc Anh trong Chiến tranh Mậu dịch Anh-Ireland thập niên 1930, thị phần của whiskey Ireland trên thế giới giảm chỉ còn 2% vào giữa thế kỷ XX.
Bia nâu nặng, đặc biệt là Guinness, có liên kết tiêu biểu với Ireland, dù về lịch sử nó có liên hệ mật thiết hơn với Luân Đôn. Bia nâu nặng vẫn rất phổ biến, song từ giữa thế kỷ XX nó để mất thị phần về tay bia nhẹ kiểu Đức. Rượu táo cũng là một loại đồ uống phổ biến. Nước chanh đỏ là một loại nước ngọt, được tiêu thụ bằng cách uống trực tiếp, hoặc pha với đồ uống khác như whiskey.